# Леонардо да Винчи
Леона́рдо ди сер Пье́ро да Ви́нчи (итал. Leonardo di ser Piero da Vinci; 15 апреля 1452, селение Анкиано, около городка Винчи, близ Флоренции — 2 мая 1519, замок Кло-Люсе, близ Амбуаза, Турень, Франция) — итальянский художник (живописец, скульптор, архитектор) и учёный (анатом, естествоиспытатель), изобретатель, писатель, музыкант, один из крупнейших представителей искусства Высокого Возрождения, яркий пример «универсального человека» (лат. homo universalis).

## Биография

### Детство

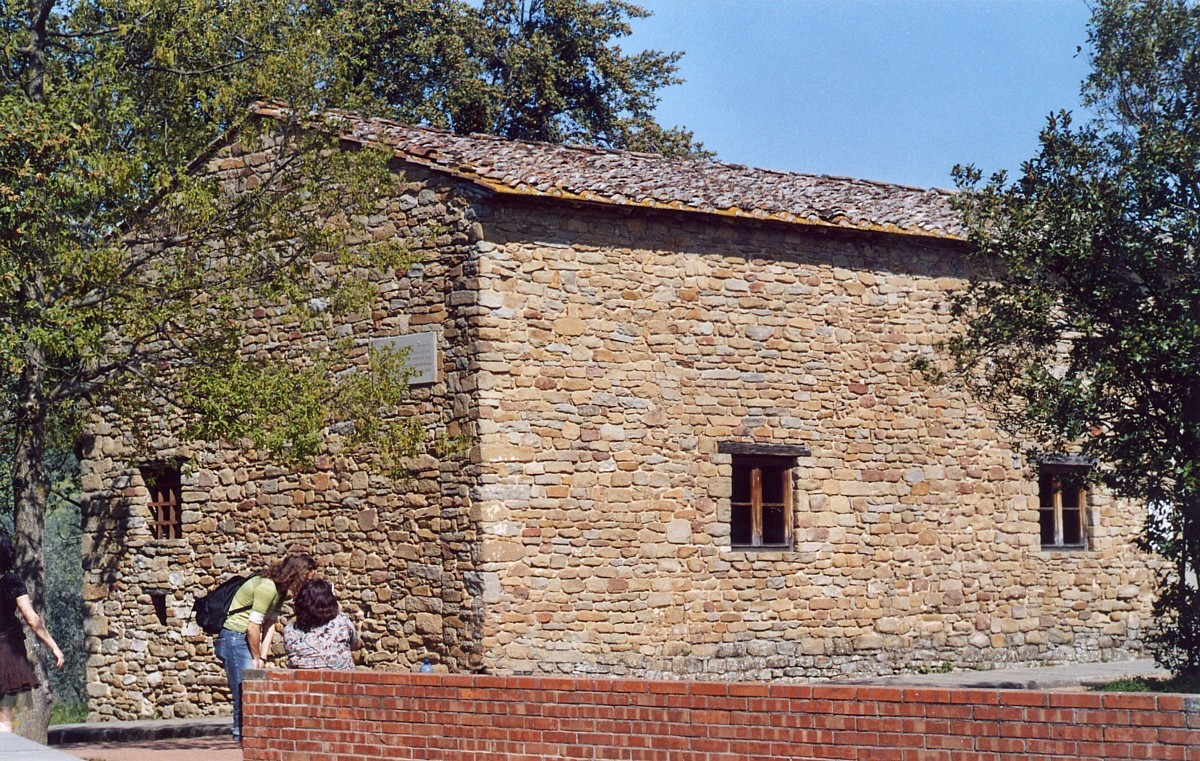
Дом, в котором жил Леонардо в детстве

Леонардо да Винчи родился 15 апреля 1452 года в селении Анкиано близ небольшого городка Винчи, недалеко от Флоренции в «три часа ночи» то есть в 22:30 по современному отсчёту времени. Примечательна запись в дневнике деда Леонардо, Антонио да Винчи (1372—1468) (дословный перевод): «В субботу, в три часа ночи 15 апреля родился мой внук, сын моего сына Пьеро. Мальчика назвали Леонардо. Его крестил отец Пьеро ди Бартоломео». Его родителями были 25-летний нотариус Пьеро (1427—1504) и его возлюбленная, крестьянка Катерина. Леонардо не имел фамилии в современном смысле; «да Винчи» означает просто «(родом) из городка Винчи». Полное его имя — итал. Leonardo di ser Piero da Vinci, то есть «Леонардо, сын господина Пьеро из Винчи». Первые годы жизни Леонардо провёл вместе с матерью. Его отец вскоре женился на богатой и знатной девушке, но этот брак оказался бездетным, и Пьеро забрал своего трёхлетнего сына на воспитание. В итальянских семьях того времени воспитание внебрачных детей наряду с законными считалось обычным. Разлучённый с матерью Леонардо всю жизнь пытался воссоздать её образ в своих живописных произведениях.
Когда Леонардо было тринадцать лет, его мачеха умерла при родах. Отец женился повторно — и вскоре снова остался вдовцом. Он прожил семьдесят семь лет, был четырежды женат и имел двенадцать детей. Отец пытался приобщить Леонардо к семейной профессии, но сын так и не заинтересовался юриспруденцией. Жил маленький Леонардо в то время у деда.

### Легенда о щите Медузы
В «Жизнеописаниях наиболее знаменитых живописцев, ваятелей и зодчих» Джорджо Вазари рассказывает, что как-то один знакомый крестьянин попросил отца Леонардо найти художника, чтобы тот расписал круглый деревянный щит. Сер Пьеро отдал щит своему сыну. Леонардо решил изобразить голову горгоны Медузы, а чтобы изображение чудовища производило на зрителей должное впечатление, он использовал в качестве натуры ящериц, змей, кузнечиков, гусениц, нетопырей и «прочих тварей» «из множества каковых, сочетая их по-разному, он создал чудовище весьма отвратительное и страшное, которое отравляло своим дыханием и воспламеняло воздух». Результат превзошёл все ожидания: когда Леонардо показал законченную работу отцу, тот испугался. Сын сказал ему: «Это произведение служит тому, ради чего оно сделано. Так возьмите же и отдайте его, ибо таково действие, которое ожидается от произведений искусства». Сер Пьеро не отдал работу Леонардо крестьянину: тот получил другой щит, купленный у старьёвщика. Щит же Медузы отец Леонардо продал во Флоренции, выручив за него сто дукатов. По преданию, этот щит перешёл к семье герцогов Медичи, а когда он был утерян, полновластных хозяев Флоренции изгнал из города восставший народ. Через много лет кардинал дель Монте заказал картину с изображением Медузы Горгоны Караваджо. Новый талисман был преподнесён Фердинанду I Медичи в честь женитьбы его сына.

### Мастерская Верроккьо
В 1466 году Леонардо да Винчи поступил учеником в мастерскую известного флорентийского живописца и скульптора Андреа дель Верроккьо. Мастерская Верроккьо находилась в интеллектуальном центре ренессансной Италии, городе Флоренции, что позволило Леонардо получить достойное гуманитарное образование, а также приобрести некоторые технические навыки живописи и скульптуры. Леонардо изучал черчение, химию, металлургию, работу с металлами, гипсом и кожей. Помимо этого юный подмастерье занимался рисованием, скульптурой и модельным делом литья из бронзы. В мастерской Верроккьо, кроме Леонардо, обучались Перуджино, Лоренцо ди Креди, Аньоло ди Поло, работал Боттичелли, часто бывали такие известные мастера, как Гирландайо. Впоследствии, даже когда отец Леонардо принял его на работу в свою мастерскую, он продолжал сотрудничать с Верроккьо.
В 1473 году в возрасте двадцати лет Леонардо да Винчи получил квалификацию мастера Гильдии Святого Луки.

### Побеждённый учитель

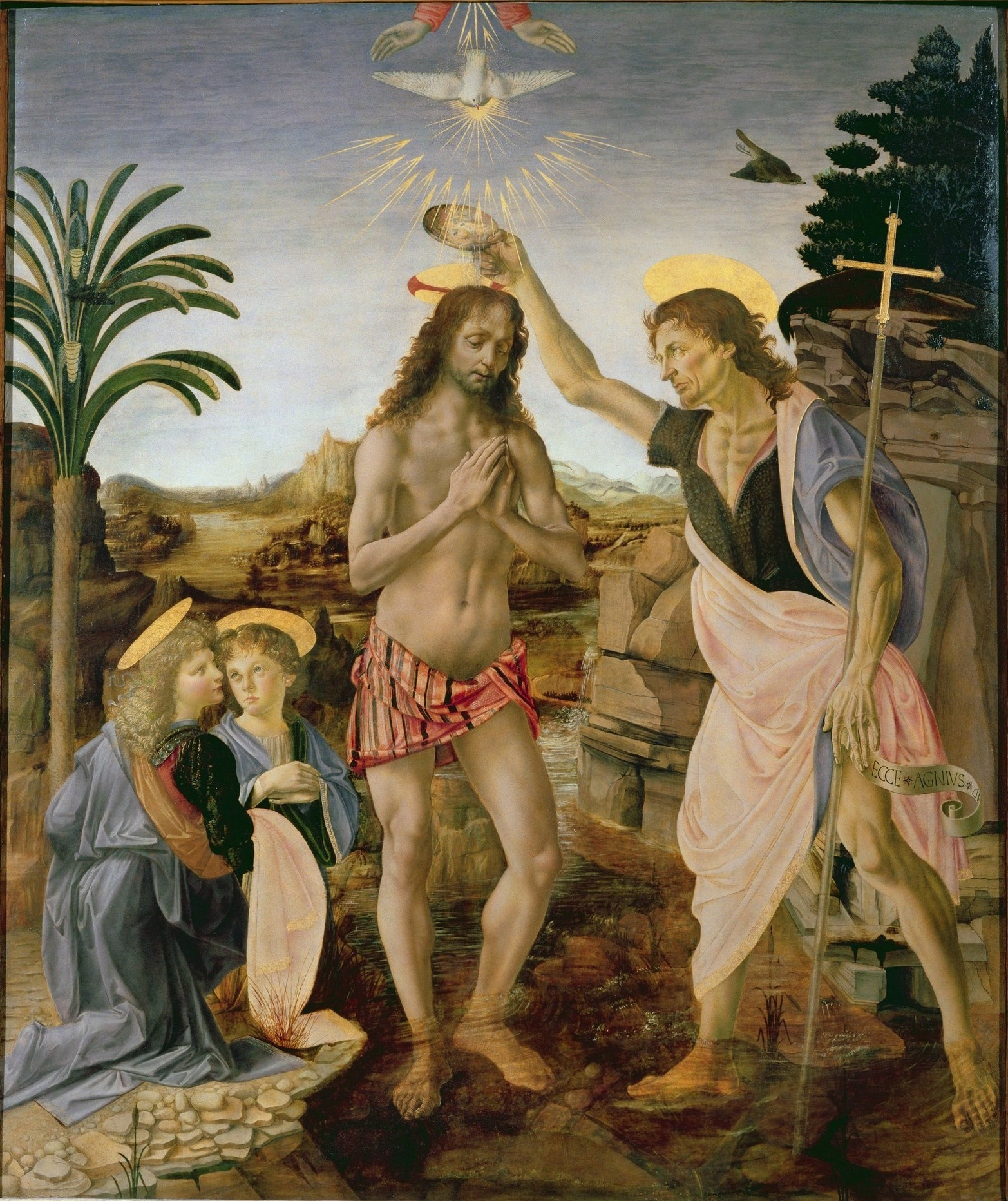
А. Верроккьо. Крещение Христа. Ок. 1475. Дерево, масло. Уффици, Флоренция. Ангел внизу слева написан Леонардо

В XV веке в ренессансной Флоренции актуальными стали идеи возрождения идеалов «искусства древних», стремления к обновлению тем и сюжетов христианского искусства и художественных форм. Во Флорентийской Академии лучшие умы Италии создавали новую эстетическую теорию, посредством обретения «новой жизни» (итал. La vita nuova), в том числе через почитание «священной древности» (лат. sacrosancta venustas). Писатели, философы-гуманисты и художники проводили время в оживлённых дискуссиях о значении античного наследия, известного, в основном, в узких учёных кругах по литературным источникам. Материальных памятников античности в Тоскане сохранилось немного. Леонардо оставался в стороне от бурной городской жизни и редко покидал мастерскую. Ему было не до теоретических споров: он стремился совершенствовать своё мастерство.
Однажды Верроккьо получил заказ на картину «Крещение Христа» и поручил Леонардо написать одного из двух ангелов. Это была обычная практика мастерских того времени: учитель создавал картину вместе с помощниками-учениками. Самым талантливым и старательным поручалось выполнение целого фрагмента. Два ангела, один из которых был написан Верроккьо, а другой Леонардо, недвусмысленно продемонстрировали превосходство ученика над учителем, а также следующей эпохи ренессансного искусства над предыдущей. Как пишет Вазари, поражённый Верроккьо забросил кисть и никогда больше не возвращался к живописи.

### Хронология профессиональной деятельности. 1472—1513
- В 1472—1477 годах Леонардо работал над картинами «Крещение Христа», «Благовещение», «Мадонна с вазой».
- Во второй половине 1470-х годов была создана «Мадонна с цветком» («Мадонна Бенуа»).
- В возрасте 24 лет Леонардо и ещё трое молодых людей были привлечены к судебному разбирательству по ложному анонимному обвинению в содомии, но были оправданы[11]. О его жизни после этого события известно очень мало, но, вероятно (есть документы), у него была собственная мастерская во Флоренции в 1476—1481 годах.
- В 1481 году да Винчи выполнил первый в своей жизни большой заказ — алтарный образ «Поклонение волхвов» (не завершён) для монастыря Сан Донато а Систо, находящегося неподалёку от Флоренции. В том же году была начата работа над картиной «Святой Иероним».
- В 1482 году Леонардо, будучи, по словам Вазари, очень талантливым музыкантом[12], создал серебряную лиру в форме конской головы. Лоренцо Медичи послал его к Лодовико Моро в Милан в качестве миротворца, а лиру отправил с ним как подарок. Тогда же была начата работа над конным памятником Франческо Сфорца.

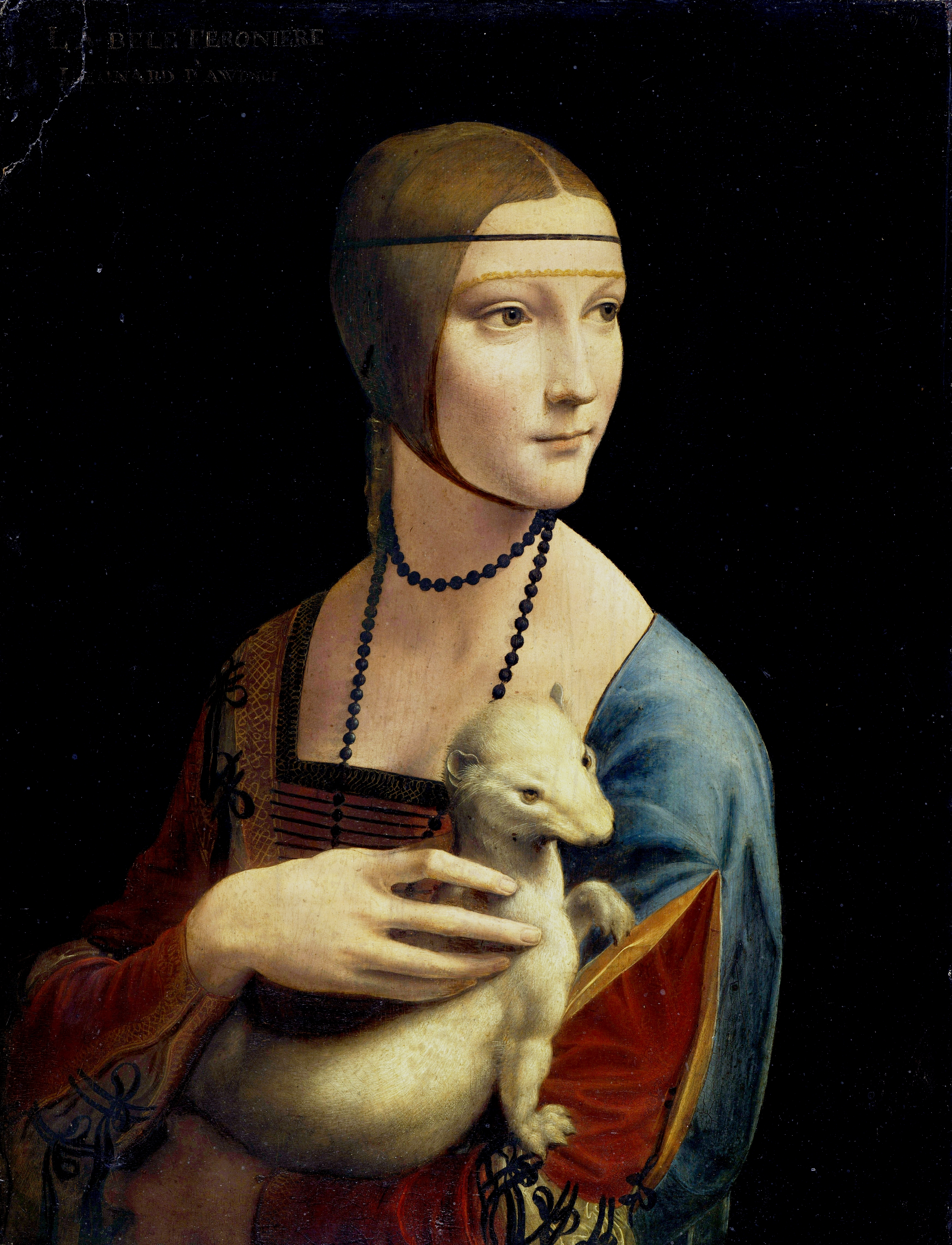
Дама с горностаем (Портрет Чечилии Галлерани). 1489—1490. Дерево, масло. Национальный музей, Краков

- 1483 — начата работа над «Мадонной в гроте»
- 1487 — разработка летательной машины — орнитоптера, основанной на птичьем полёте
- 1489—1490 — картина «Дама с горностаем»
- 1489 — анатомические рисунки черепов
- 1490 — картина «Портрет музыканта». Выполнена глиняная модель памятника Франческо Сфорца.
- 1490 — Витрувианский человек — знаменитый рисунок, иногда называемый каноническими пропорциями
- 1490—1491 — создана «Мадонна Литта»
- 1490—1494 — закончена «Мадонна в гроте»
- 1495—1498 — работа над фреской «Тайная вечеря» в монастыре Санта-Мария делле Грацие в Милане
- 1499 — Милан захвачен французскими войсками Людовика XII, Леонардо покидает Милан, модель памятника Сфорца сильно повреждена
- 1502 — поступает на службу к Чезаре Борджиа в качестве архитектора и военного инженера
- 1503 — возвращение во Флоренцию
- 1503 — картон к фреске «Битва в Анджарии (при Ангиари)» и картина «Мона Лиза»
- 1505 — наброски полёта птиц
- 1506 — возвращение в Милан и служба у короля Франции Людовика XII (в то время контролировавшего север Италии, см. Итальянские войны)
- 1507 — изучение строения человеческого глаза
- 1508—1512 — работа в Милане над конным памятником маршалу Тривульцио
- 1509 — роспись в соборе Святой Анны
- 1512 — «Автопортрет»
- 1512 — переезд в Рим под покровительство папы Льва X

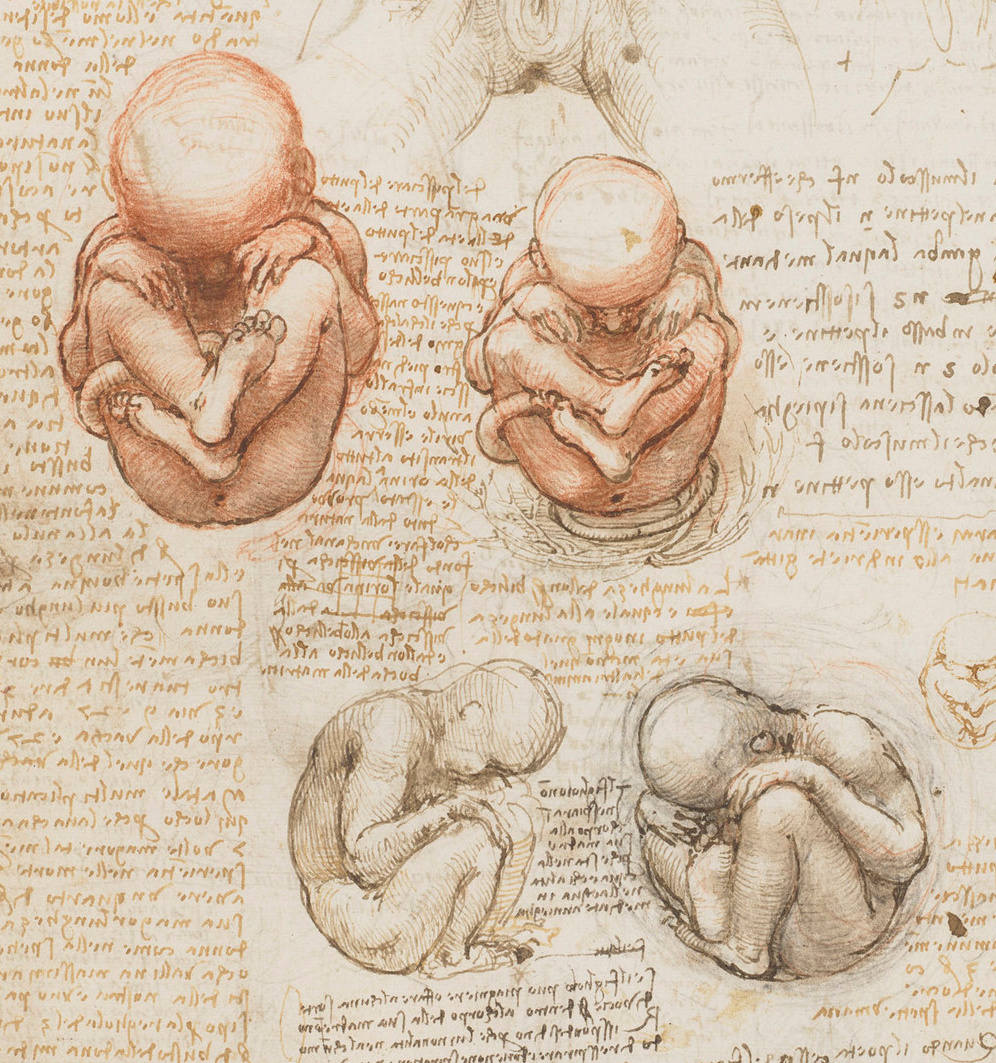
эмбрион человека. Пергамент, перо, чернила
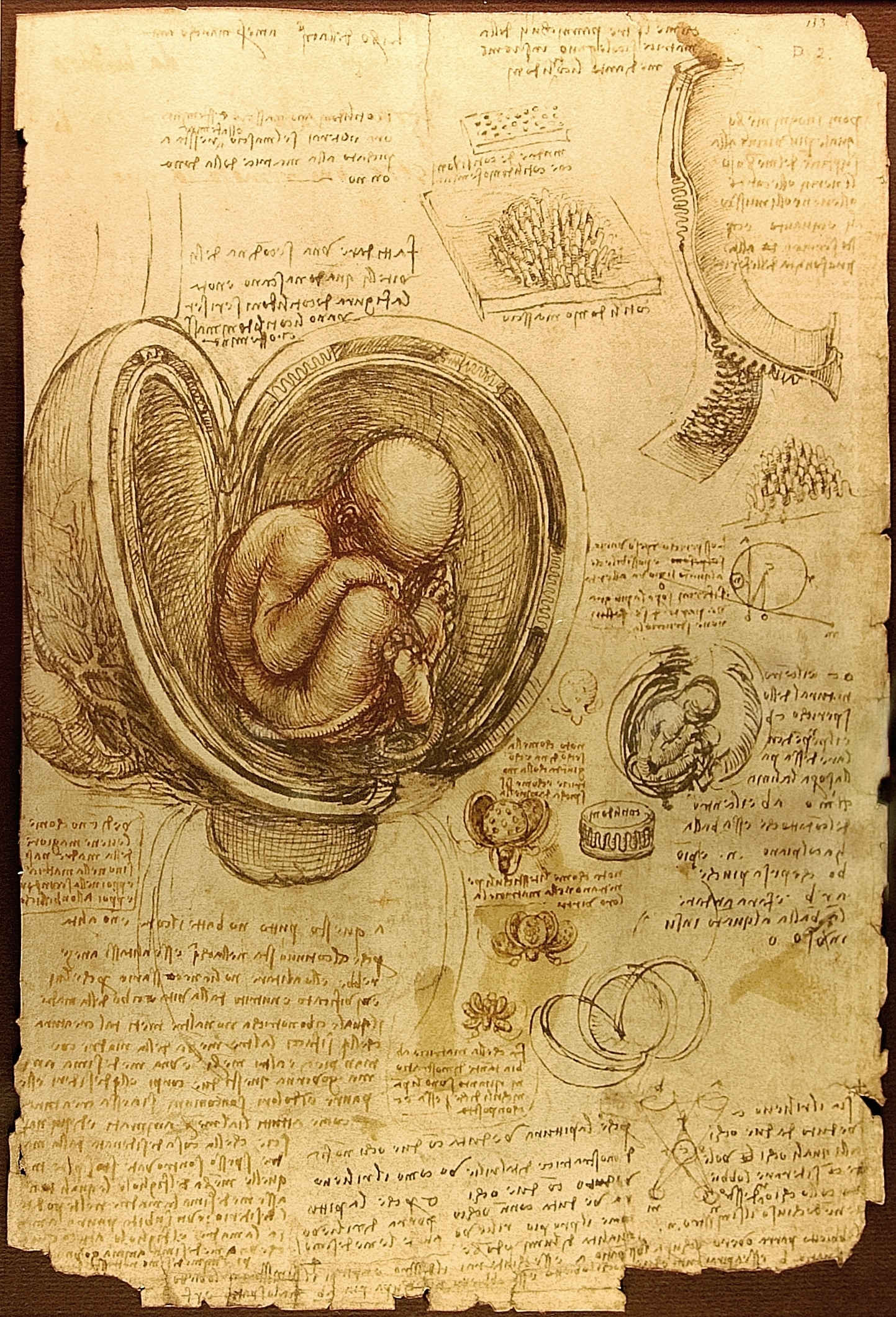
эмбрион человека
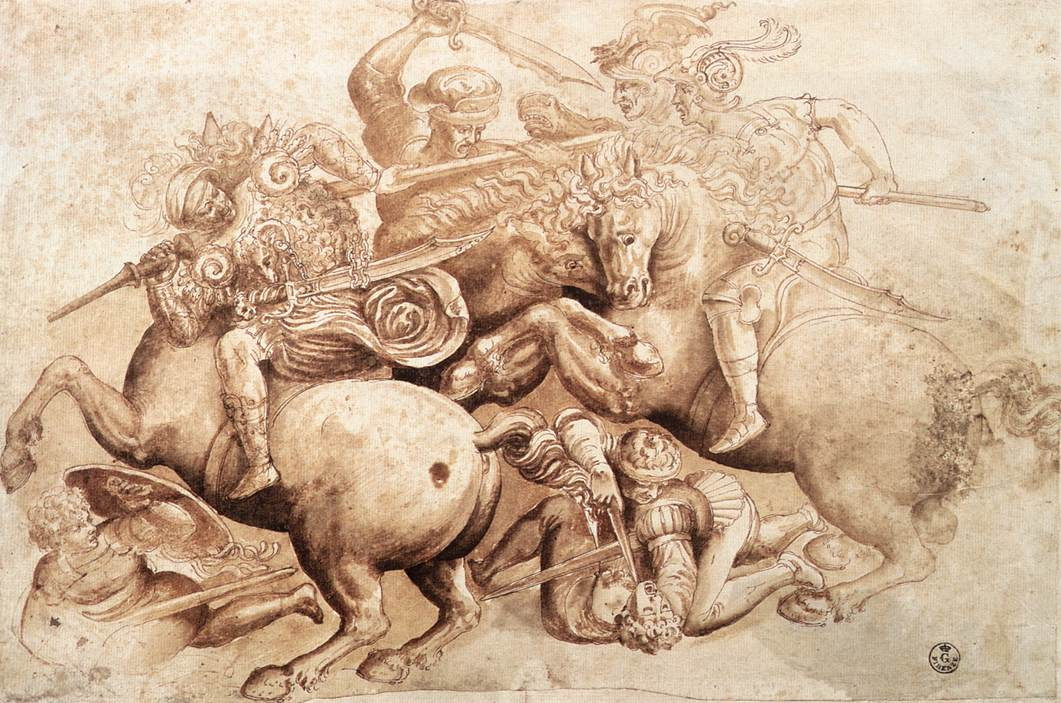
Деталь картона к фреске Битва при Ангиари. Копия рисунка Леонардо да Винчи. Между 1503 и 1505. Бумага, перо, сепия, белила. Уффици, Флоренция
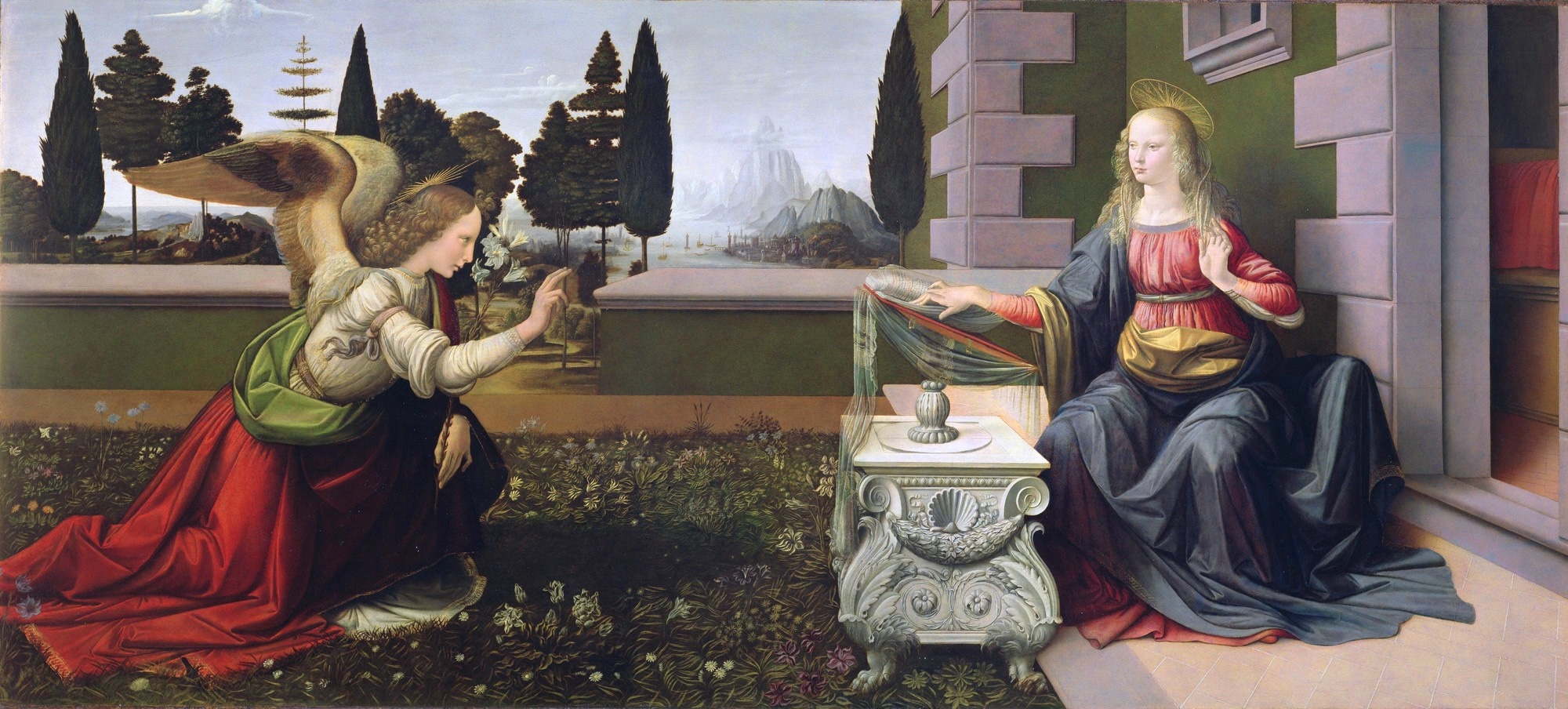
Благовещение. 1472—1475. Дерево, масло. Уффици, Флоренция
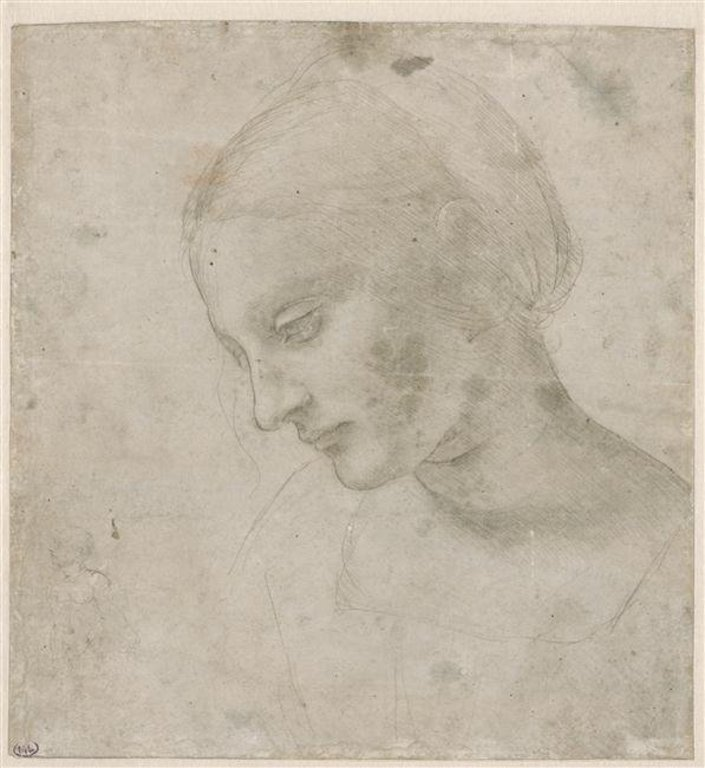
Голова женщины, повёрнутая в профиль. Лист из «Кодекса Валларди». 1481—1484. Бумага, серебряный штифт, свинцовые белила. Лувр, Париж
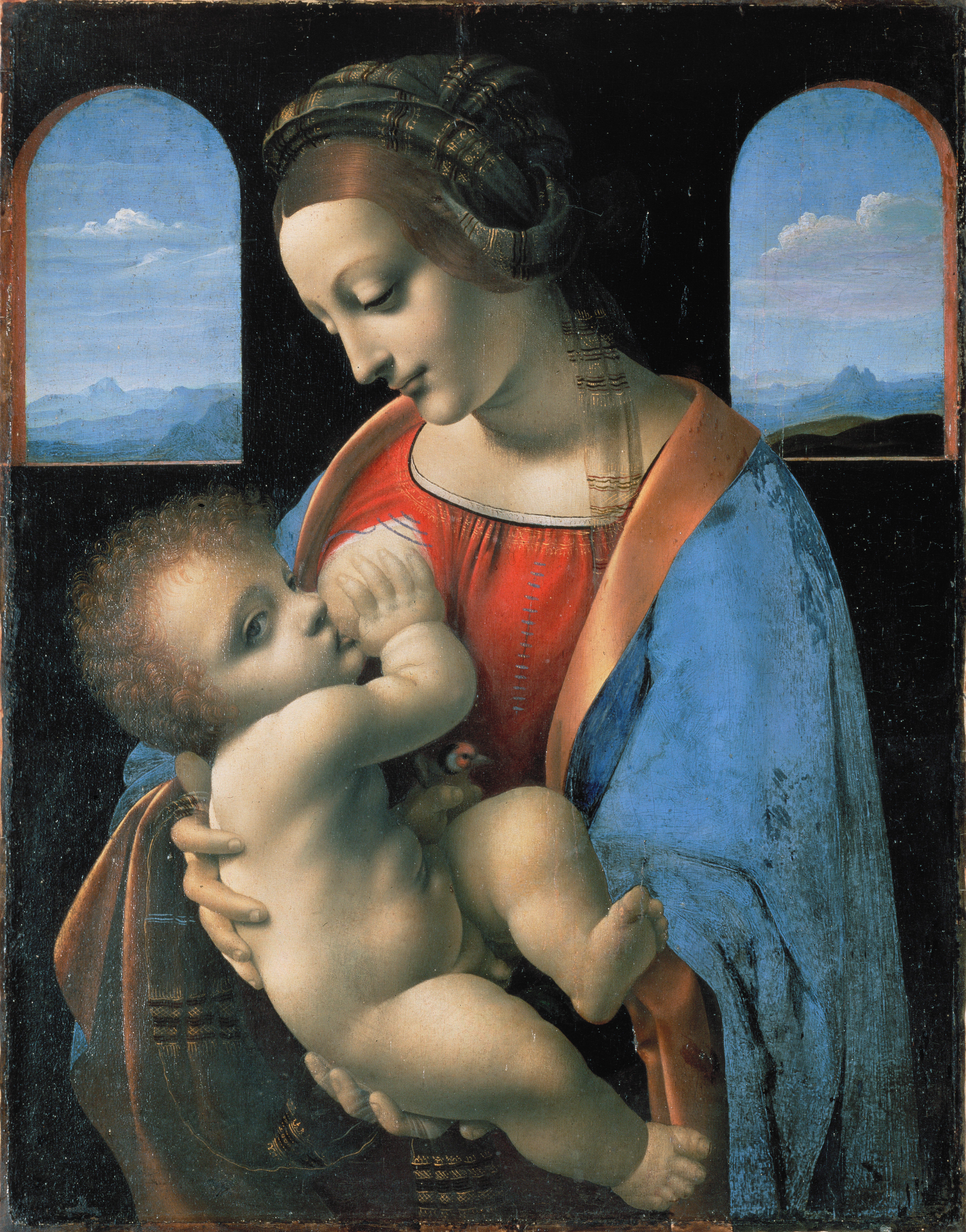
Мадонна Литта. 1490—1491. Холст (переведена с дерева), темпера. Государственный Эрмитаж, Санкт-Петербург
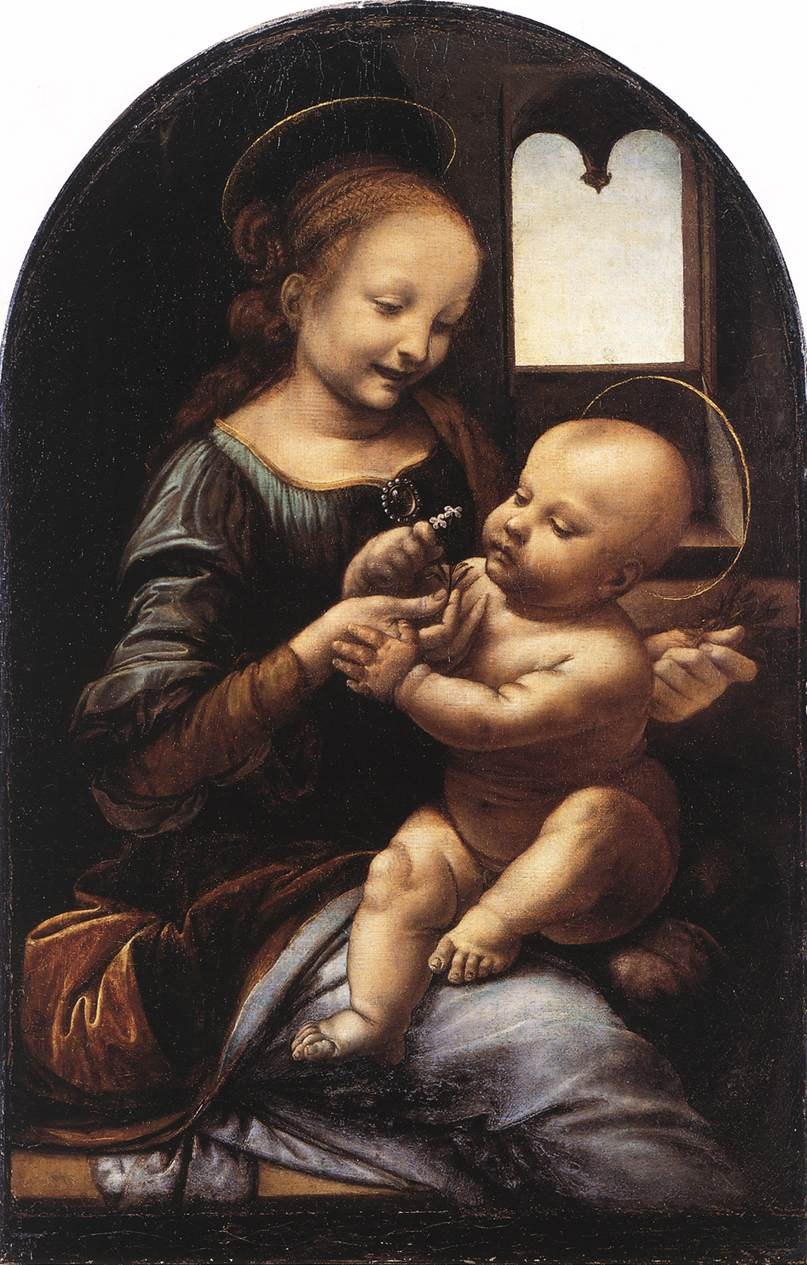
Мадонна Бенуа. 1478—1480. Холст (переведена с дерева), Масло. Государственный Эрмитаж, Санкт-Петербург
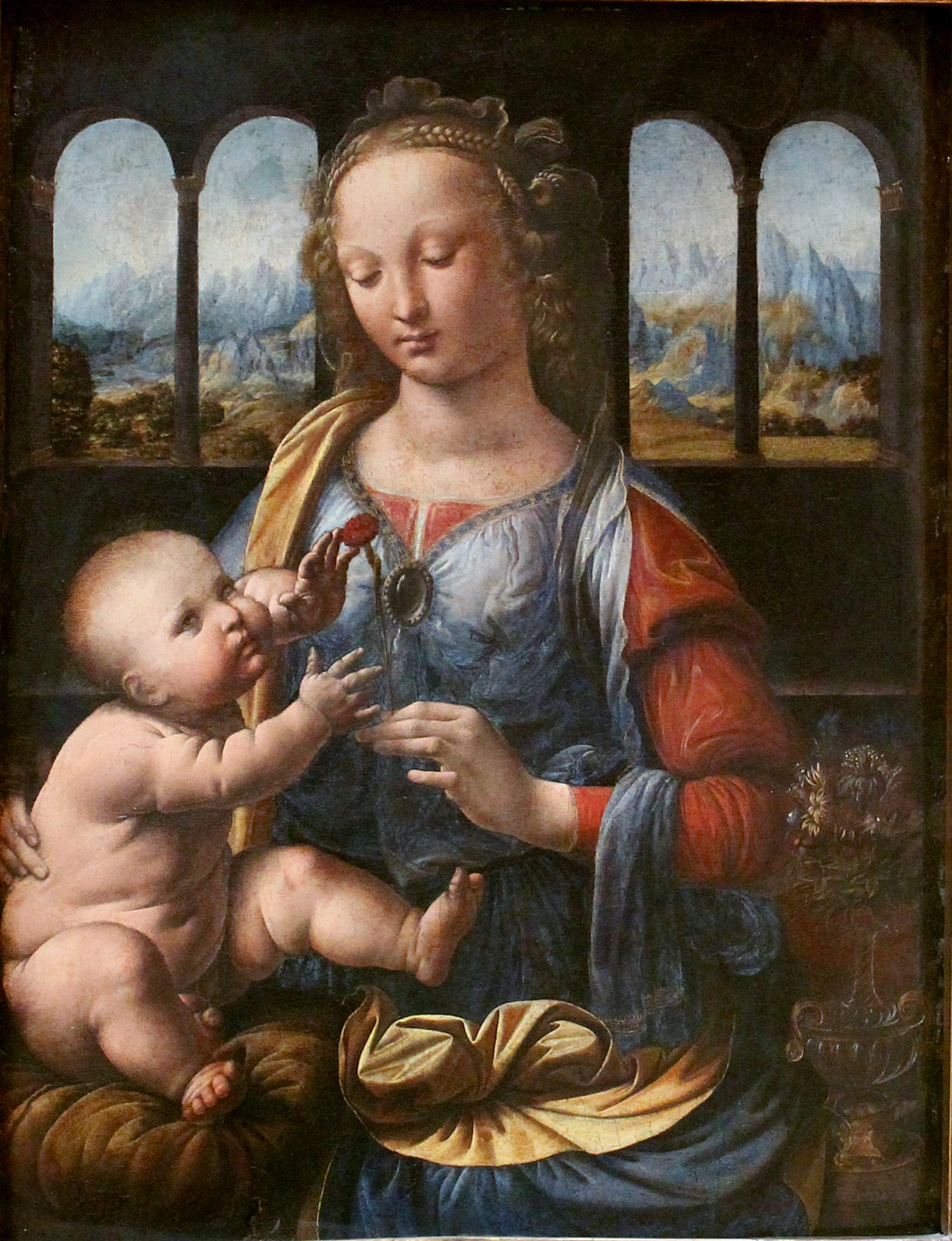
Мадонна с гвоздикой. 1478. Дерево, масло. Старая пинакотека, Мюнхен

### Личная жизнь
У Леонардо было много друзей и учеников. Что же касается любовных отношений, достоверных сведений на этот счёт нет, поскольку Леонардо тщательно скрывал эту сторону своей жизни. Женат он не был, о романах с женщинами достоверных сведений нет. По некоторым версиям, у Леонардо была связь с Чечилией Галлерани, фавориткой Лодовико Моро, с которой он написал свою знаменитую картину «Дама с горностаем». Ряд авторов, вслед за словами Вазари, предполагает интимные отношения с юношами, в том числе учениками (Салаи), хотя никаких свидетельств этого не существует; другие же считают, что у Леонардо не было близких отношений вообще никогда и ни с кем и он, вероятнее всего, был девственником, совершенно не интересуясь этой стороной жизни и отдавая предпочтение занятиям науками и искусством.

Леонардо да Винчи. Anna selbdritt. Святая Анна с Мадонной и младенцем Христом. 1508—1510. Дерево, масло. Лувр, Париж

Таинственной личностью Леонардо да Винчи и некоторыми странностями его творчества занимались не только историки искусства, но и психологи. В 1508—1510 годах Леонардо написал картину на тему «Анна втроём», в которой Мария изображена сидящей на коленях у своей матери Анны, удерживая младенца Иисуса.
Классик психоанализа Зигмунд Фрейд посвятил творчеству художника и, в частности, этой картине, небольшую работу «Одно раннее воспоминание Леонардо да Винчи» (нем. Eine Kindheitserinnerung des Leonardo da Vinci, 1910), в русском переводе: «Леонардо да Винчи. Воспоминание детства» и «Воспоминания Леонардо да Винчи о раннем детстве». Известна также работа Фрейда, опубликованная на русском языке «Леонардо да Винчи» (1912).
Согласно интерпретации Фрейда, картина «Святая Анна с Мадонной и младенцем Христом» отражает детские воспоминания Леонардо о матери, крестьянке Катерине, с которой он был разлучён между тремя и пятью годами. В этот период Леонардо воспитывался в семье отца, Пьеро да Винчи, который женился на богатой и знатной донне Альбиере, убедившись, что супруга не может иметь детей, решил забрать сына к себе. По мнению Фрейда, Дева Мария и её мать Анна в этой картине отображают «двух матерей» художника — родную и мачеху, причём Анна, являющаяся «проекцией» Катерины, улыбается той же «загадочной улыбкой», что и Джоконда, Иоанн Креститель и персонажи других картин Леонардо (Фрейд видит в этом характерном выражении лица сохранившееся в памяти Леонардо воспоминание о материнской улыбке).
В складках одежд святой Анны Фрейд усматривает очертания коршуна, фигурирующего в детском воспоминании Леонардо, которое тот описал в своём дневнике: «Когда я ещё лежал в колыбели, слетел ко мне коршун, открыл мне своим хвостом рот и несколько раз этим хвостом ударил меня по губам». Это воспоминание Фрейд связывает с подсознательными воспоминаниями о сосании материнской груди. В одном из текстов Гораполлона Фрейд нашёл упоминание о том, что коршуны, будучи однополыми существами, «зачинают от ветра». Если Леонардо также был знаком с этим источником, то он мог подсознательно связать эти слова с фактом своего незаконного рождения. Фрейд развивает эту концепцию как часть своих исследований проблемы сублимации половых инстинктов, в частности, продуктивности Леонардо как учёного и художника, а также его предполагаемой гомосексуальной ориентации. Подсознательное соперничество с «заместителем отца» по мнению Фрейда стало причиной появления признанных шедевров с весьма необычной, женственной трактовкой персонажей, среди которых первое место занимает «Тайная вечеря» (1495—1498), а затем «Иоанн Креститель» и «Дама с горностаем». Эта концепция подвергалась жестокой критике многих учёных, но она, тем не менее, стала классикой психологии искусства.
Некоторые другие странности художника, включая «загадочную улыбку Джоконды» и манеру писать левой рукой зеркально, справа налево, получили отражение в странной (только на первый взгляд) гипотезе о патологии зрения: косоглазии.

Часто можно найти утверждения, что да Винчи был вегетарианцем (Андреа Корсали в письме к Джулиано ди Лоренцо Медичи сравнивает Леонардо с одним индусом, который не ел мяса). Но из почти семидесяти авторов биографий да Винчи только два упоминают о его предполагаемом вегетарианстве и ещё трое цитировали это письмо Корсали. Часто приписываемая да Винчи фраза «Если человек стремится к свободе, почему он птиц и зверей держит в клетках?.. человек воистину царь зверей, ведь он жестоко истребляет их. Мы живём, умерщвляя других. Мы ходячие кладбища! Ещё в раннем возрасте я отказался от мяса» взята из английского перевода романа Дмитрия Мережковского «Воскресшие боги. Леонардо да Винчи».
В числе увлечений Леонардо были даже кулинария и искусство сервировки. В Милане на протяжении тринадцати лет он был распорядителем придворных пиров. Он изобрёл несколько кулинарных приспособлений, облегчающих труд поваров. Оригинальное блюдо «от Леонардо» — тонко нарезанное тушёное мясо, с уложенными сверху овощами, — пользовалось большой популярностью на придворных пирах.

### Последние годы и смерть

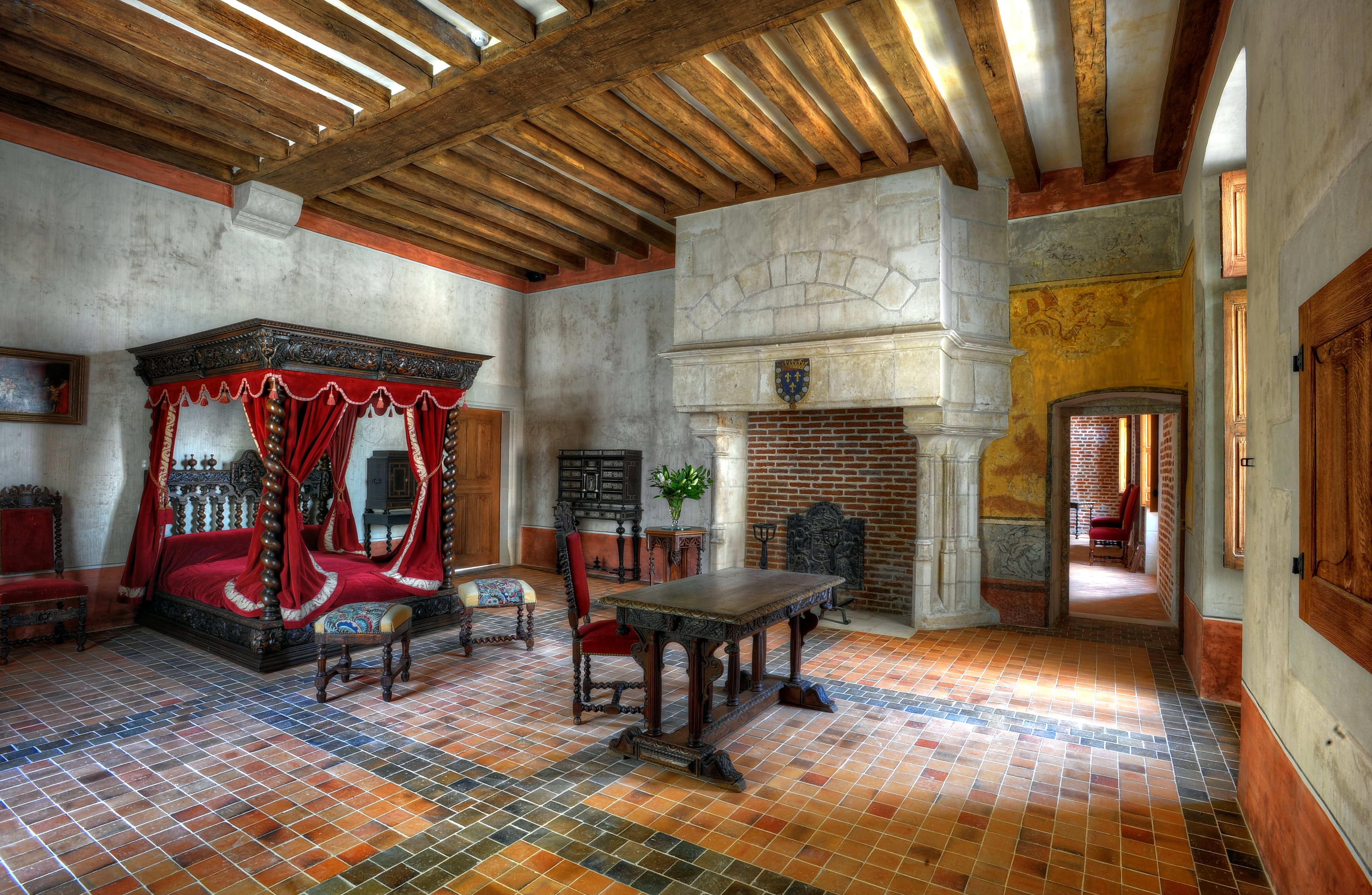
Покои Леонардо в замке Кло-Люсе

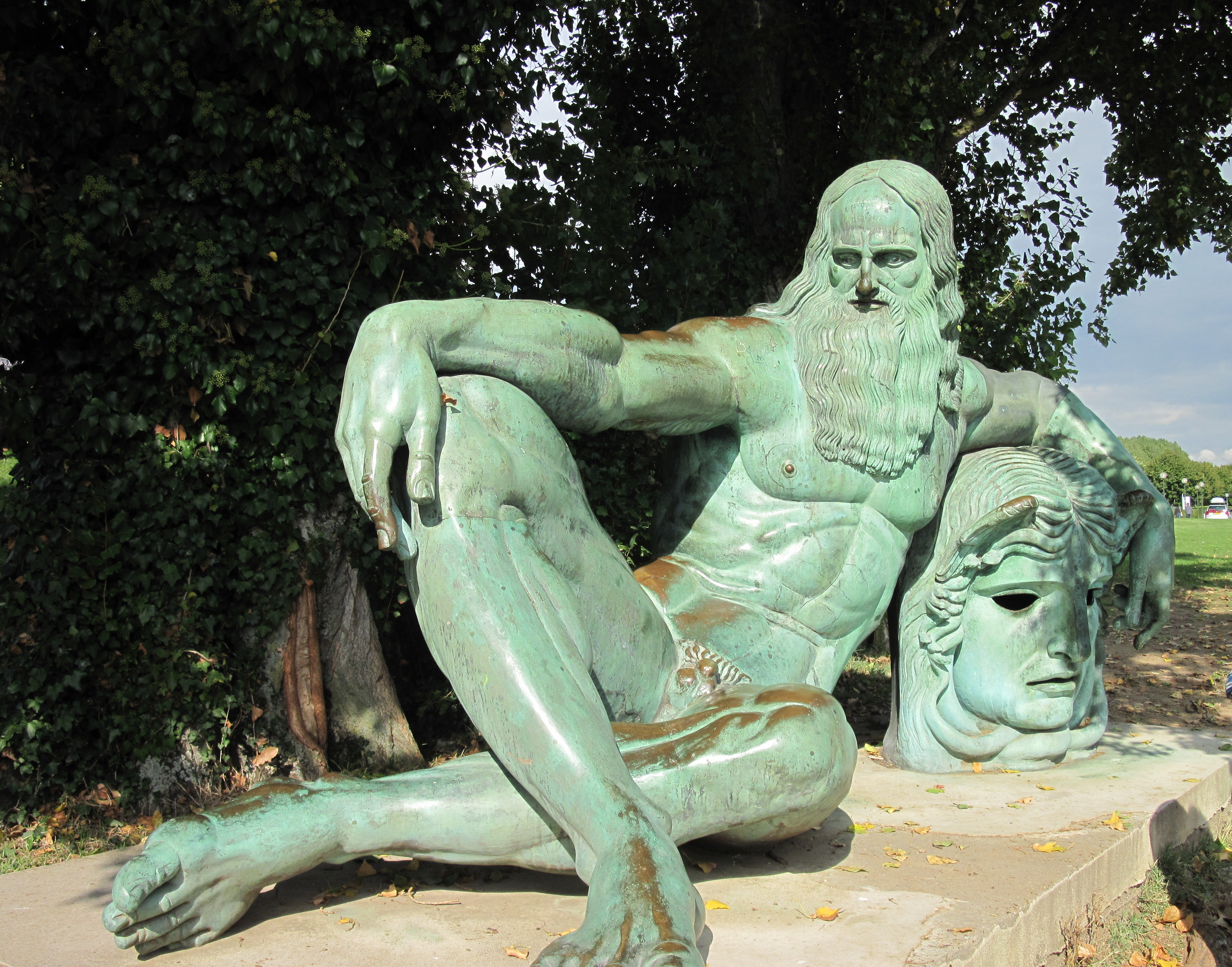
Памятник Леонардо в Амбуазе

Леонардо присутствовал на свидании короля Франциска I с папой Львом X в Болонье 19 декабря 1515 года. В 1513—1516 годах Леонардо жил в Бельведере и работал над картиной «Иоанн Креститель».
Франциск поручил мастеру сконструировать механического льва, способного ходить, из груди которого появлялся бы букет лилий. Возможно, этот лев приветствовал короля в Лионе или использовался во время переговоров с папой.
В 1516 году Леонардо принял приглашение французского короля и поселился в его замке Кло-Люсе (там Франциск I провёл своё детство), неподалёку от королевского замка Амбуаз. В официальном звании первого королевского художника, инженера и архитектора Леонардо получал годовую ренту в тысячу экю. Никогда до этого в Италии Леонардо не имел звания инженера. Леонардо был не первым итальянским мастером, милостью французского короля получившим «свободу грезить, мыслить и творить»,— до него подобную честь разделяли Андреа Соларио и Фра Джованни Джокондо.
Во Франции Леонардо почти не рисовал, но мастерски занимался организацией придворных празднеств, планированием нового дворца в Роморантане при задуманном изменении речного русла, проектом канала между Луарой и Соной, главной двухзаходной спиральной лестницей в замке Шамбор.
За два года до смерти у мастера онемела правая рука, и он с трудом передвигался без посторонней помощи. Третий год жизни в Амбуазе Леонардо провёл в постели. 23 апреля 1519 года он оставил завещание, а 2 мая, на 68-м году жизни, скончался в окружении учеников и своих шедевров в замке Кло-Люсе.

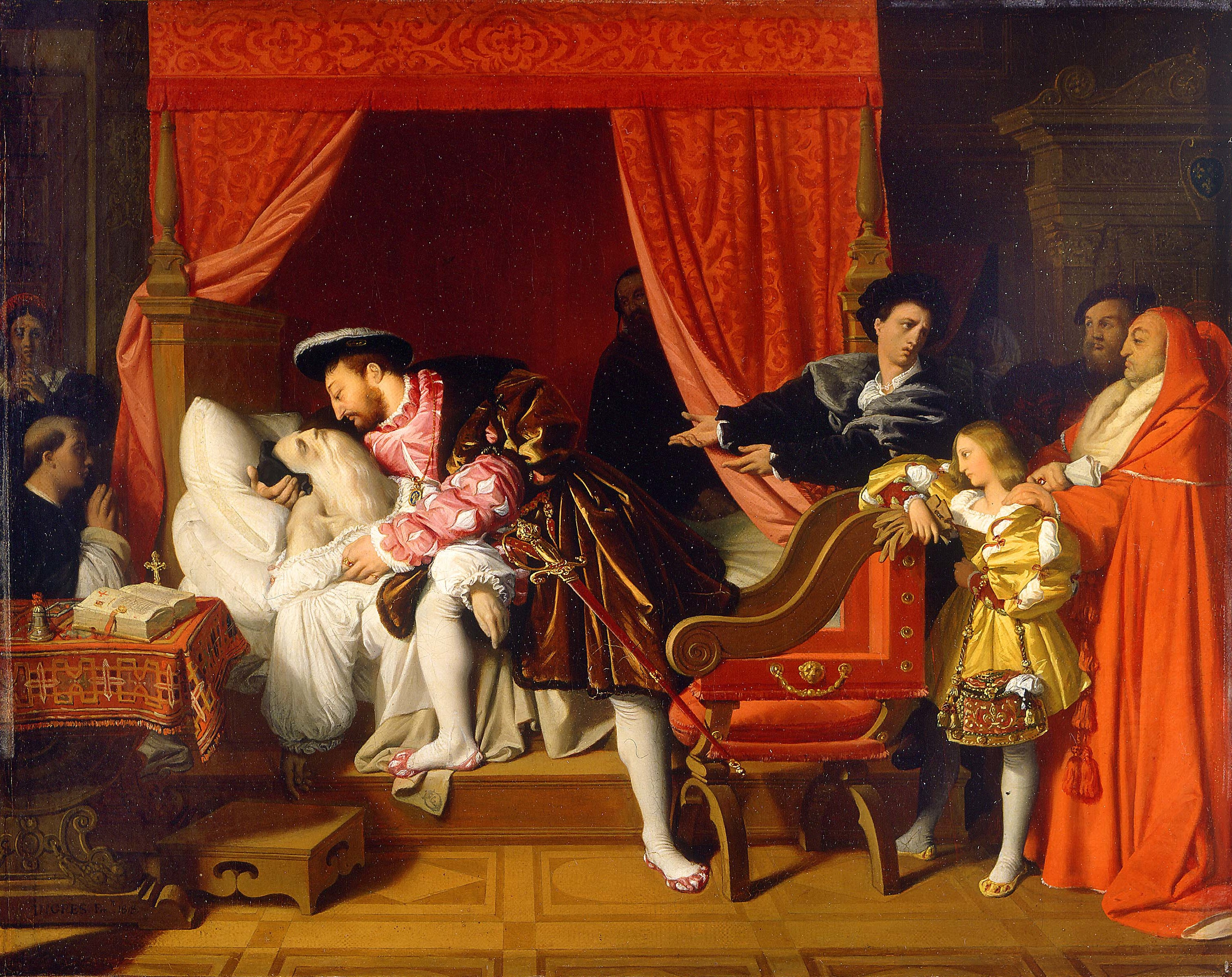
Ж. О. Д. Энгр. Франциск I принимает последний вздох Леонардо да Винчи (Король художников умирает на руках короля Франции). 1818. Холст, масло. Пти-Пале, Париж

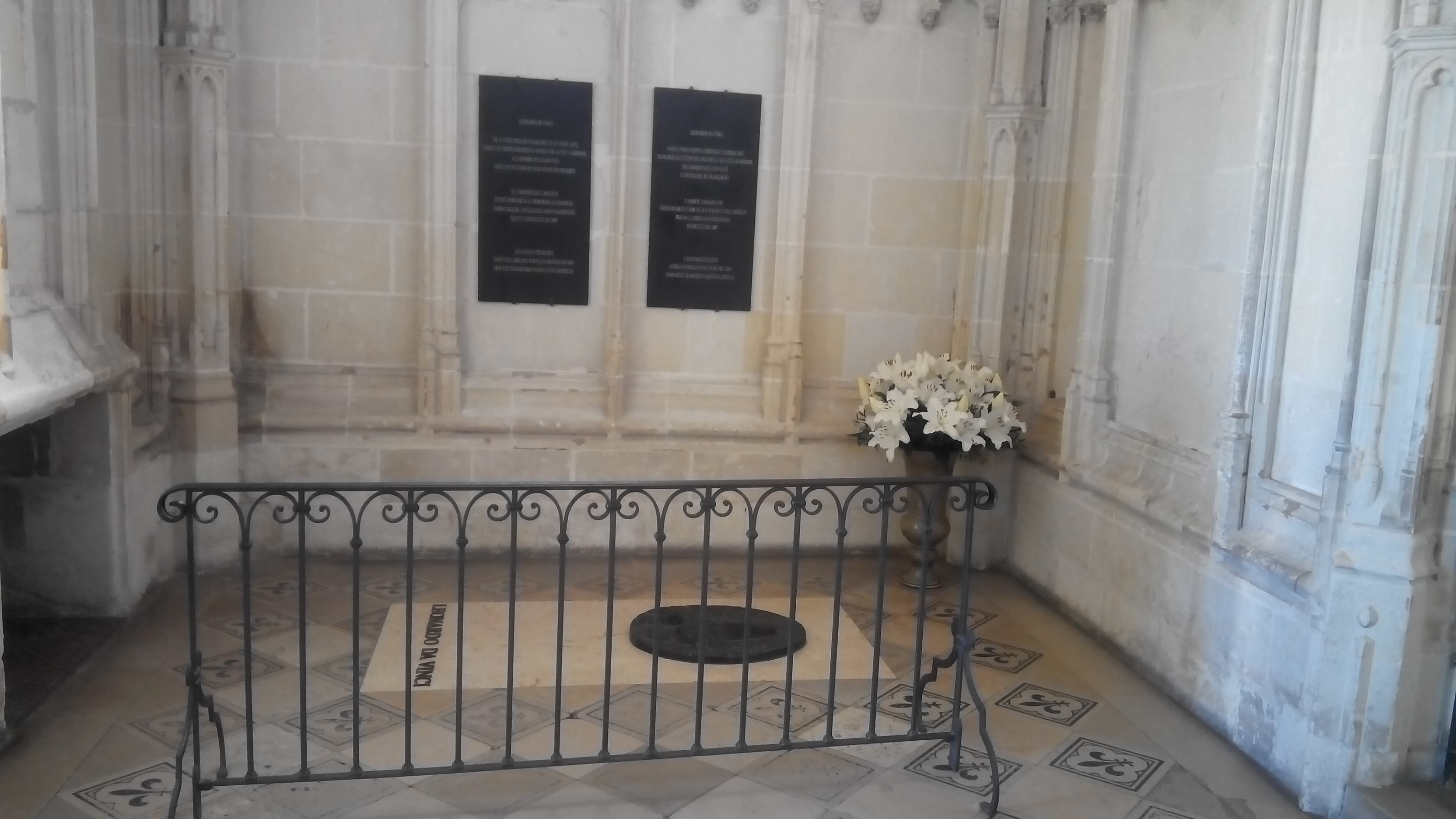
Захоронение Леонардо да Винчи в замке Амбуаз.

По словам Вазари, да Винчи умер на руках короля Франциска I, своего близкого друга. Эта малодостоверная, но распространённая во Франции легенда нашла отражение в произведениях Энгра, Ангелики Кауфман и многих других живописцев. Леонардо да Винчи был похоронен в замке Амбуаз. На могильной плите была выбита надпись: «В стенах этого монастыря покоится прах Леонардо да Винчи, величайшего художника, инженера и зодчего Французского королевства».
Основным наследником был сопровождавший Леонардо ученик и друг Франческо Мельци, который в последующие пятьдесят лет оставался главным распорядителем наследства мастера, включавшего (кроме картин) инструменты, библиотеку и не менее пятидесяти тысяч оригинальных документов на различные темы, из которых до наших дней сохранилась лишь треть. Другому ученику Салаи и слуге досталось по половине виноградников Леонардо.

## Достижения

### Особенности творческого мышления

Мона Лиза дель Джоконда. Между 1503 и 1506. Дерево, масло. Лувр, Париж

Леонардо да Винчи известен как универсальный художник. Не исключено, что кроме рисовальщика и живописца он был и скульптором: исследователи из университета Перуджи — Джанкарло Джентилини и Карло Сиси — утверждают, что найденная ими в 1990 году терракотовая голова является единственной дошедшей до нас скульптурной работой Леонардо да Винчи. Однако сам да Винчи в разные периоды своей жизни считал себя в первую очередь инженером или учёным. Он отдавал изобразительному искусству сравнительно немного времени и работал медленно, прерываясь и отвлекаясь на другие, чаще научные, задачи. Поэтому художественное наследие Леонардо сравнительно не велико, а многие его произведения либо утрачены, либо повреждены или значительно переделаны. Однако его вклад в мировую художественную культуру является исключительно важным даже на фоне той когорты гениев, которую дало миру Итальянское Возрождение.
Благодаря художественным произведениям Леонардо да Винчи изобразительное искусство перешло на качественно новый этап своего развития. Предшествующие Леонардо художники решительно отказывались от многих условностей средневекового искусства. Это было движение в сторону реалистичности и в эпоху Высокого Возрождения в Италии многое уже было достигнуто в изучении перспективы, анатомии, большей свободы в композиционных решениях. Но в плане живописности, техники работы с красками, художники были ещё достаточно условны и скованы. Линия на картине чётко очерчивала предмет, и изображение, как правило, имело вид раскрашенного рисунка. Наиболее условным был пейзаж, который играл второстепенную роль. Леонардо, наблюдая природу, первым осознал и воплотил новую живописную технику. У него линия, включая контур, очерчивающий предмет, имеет право на размытость, подобно тому, как мы видим контуры в действительности на определённом расстоянии. Леонардо осознал явление рассеяния света в воздухе и применил технику сфумато — дымки между зрителем и изображённым предметом, которая смягчает цветовые контрасты и линии. В итоге реализм в живописи перешёл на качественно новую ступень.

Предположительный ранний автопортрет Леонардо да Винчи

Однако художественное творчество Леонардо да Винчи непросто, в нём необычным образом сочетается натурализм и идеализм. А. М. Эфрос писал о художнике:

 Слава Леонардо находится в решительном несоответствии с пониманием его искусства. Это стало уже традицией. Его имя знает каждый; его творчество ясно немногим. Леонардо — самый трудный из мировых гениев… Ни у одного художника нет такого разрыва между гениальностью и общедоступностью… В отличие от других гениев Леонардо чаще вызывал к себе не любовь или восторженное отношение… а почтительное любопытство. Можно сказать, что это художник теоретиков и историков. Широкое же человечество, прочно усвоив его имя и запомнив улыбку Моны Лизы, несло свои вкусы к другим, более открытым и доступным гениям 
Главная особенность творчества Леонардо да Винчи — попытка совместить методы научного и художественного мышления, которые в его эпоху уже стали несовместимыми. В придуманном им самим универсализме, Леонардо, «пытаясь идти вперёд, всё более уходил назад к средневековью», когда научно-художественное мышление ещё было нераздельным. Этим, как писал А. М. Эфрос, он, скорее, был связан с прошлым, чем с будущим. «Возможно, он просто опоздал родиться». Научное творчество он подчинял эстетическим задачам, а в художественном искал полноты знания. Не случайно, прожив долгую жизнь — шестьдесят семь лет, Леонардо сделал очень мало, практически не реализовал и не закончил ничего, из того, что задумывал. Его преследовали беды и неудачи.
Ему требовались годы, чтобы написать простой портрет. Если кто-либо пожелал дать Леонардо заказ, то шли годы, а художник не переходил от предварительного эскиза к живописи или откладывал работу, увлёкшись чем-то другим. Согласно рассказу Дж. Вазари, когда папа Лев Х заказал Леонардо картину и по прошествии долгого времени послал узнать, насколько продвинулась работа, посланные сообщили, что картина даже не начата, но зато мастер изобрёл новый лак, которым она будет покрыта после окончания. Папа на это ответил: «Увы! Этот не сделает ничего, раз он начинает думать о конце, прежде чем начать работу».
По остроумной формулировке Б. Кроче, Леонардо «не философ постольку, поскольку натуралист, и антифилософ, постольку, поскольку агностик». Вместе с тем, его мышлению присуще исключительное понимание аналогии видимых форм, прозрение их сущности, целостности мира, что необычайно важно именно для мышления художника. На полях своих рукописей Леонардо записывал рецепты, изречения, пожелания самому себе, сентенции вроде: «О глупцы!».

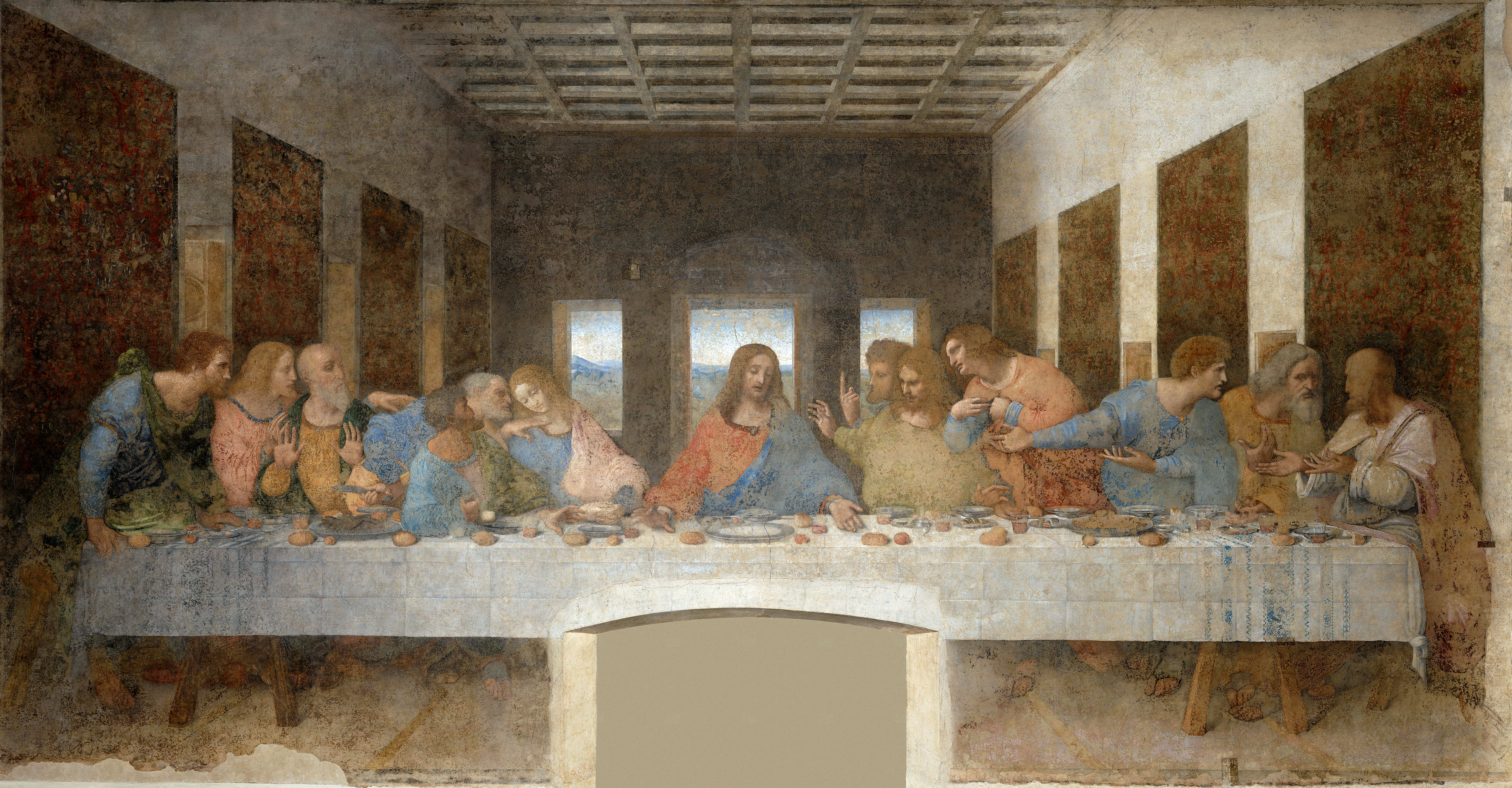
Тайная вечеря. 1495—1498. Роспись трапезной церкви Санта-Мария-делле-Грацие, Милан

Творчество Леонардо много лет исследовал Л. М. Баткин. Он писал о так называемых трактатах Леонардо: «В этом хаосе — ссылки на огромное количество никогда не существовавших в действительности, но якобы написанных им самим, 113 книг о природе, 120 книг об анатомии, 10 книг о живописи, 7 книг о тенях, книг о летании…» Баткин писал: «Я ничего тут не понимаю. И вы ничего не понимаете. И никто во всём мире — с последней трети XIX века, когда рукописи Леонардо были извлечены из архивов, — никто ничего не понимает». Составить из этих отрывков «трактаты» ещё никому не удалось, даже с учётом того, что многие листы могли погибнуть. По мнению Л. Ольшки, «Мысль Леонардо не способна к обобщению, абстрактному мышлению», поэтому правильнее называть его «не универсальным гением, а эклектиком и говорить не о научном методе работы, а о научном стиле, бесплодном именно в научном отношении». Для Леонардо было неважно, что осуществлено, а что осталось лишь в идее… Для этого человека реально лишь его собственное воображение. Как только дело доходит до осуществления, он расстаётся со своими идеями, едва набросав их на бумаге, сознательно избегая стадию реализации… Вазари в этом смысле был точен, написав о Леонардо: «Этот мозг никогда не переставал фантазировать», определив стиль его мышления одним словом «capricci».
Наилучшим образом своё «фантазийное мышление» Леонардо да Винчи воплотил в рисунках, художественных и научных одновременно. Разбросанные также бессистемно в текстах «трактатов», так называемых «кодексах» (искусственно составленных листах), они невероятно точны, изысканны, ювелирны в деталях и, в то же время, целостны, вполне законченны. «Исследуя отдельные природные явления, Леонардо пытался синтезировать их в живописной картине, которая по его замыслу должна отражать идеальную картину мира в целом. В результате натурализм живописного метода приходил в противоречие с идеальностью замысла. С одной стороны — натуралистичность тщательно выписанных деталей, где каждая травинка может служить пособием по ботанике, с другой — туманность зашифрованного замысла. Главная идея его картин всегда зашифрована так же, как обратный, справа налево, почерк его сочинений, который можно прочесть только в зеркале». При этом главным инструментом познания мира для Леонардо была живопись. Недаром он называл живопись «высшим искусством и наукой». Леонардо ничего не принимал на веру и всё исследовал сам: закономерности перспективы, анатомию, теорию цветов, направление водных и воздушных потоков, технологию красок и лаков и многое другое. Леонардо первым объяснил, почему небо синее. К примеру, в трактате «О живописи» он писал: «Синева неба происходит благодаря толще освещённых частиц воздуха, которая расположена между Землёй и находящейся наверху чернотой». Всё это сохранилось в отрывках.
Леонардо, по всей видимости, не оставил ни одного автопортрета, который бы мог ему быть однозначно приписан. Учёные усомнились в том, что знаменитый автопортрет сангиной Леонардо (традиционно датируется 1512—1515 годами), изображающий его в старости, является таковым. Считают, что, возможно, это всего лишь этюд головы апостола для «Тайной вечери». Сомнения в том, что это автопортрет художника, возникли в XIX веке, их высказывал в том числе один из крупнейших специалистов по Леонардо, профессор Пьетро Марани. В 2009 году итальянские учёные заявили об обнаружении раннего автопортрета Леонардо да Винчи. Открытие принадлежит журналисту Пьеро Анджела.
Леонардо виртуозно играл на лире. Когда в суде Милана рассматривалось дело Леонардо, он фигурировал там именно как музыкант, а не как художник или изобретатель.

### Наука и инженерное дело
Единственное его изобретение, получившее признание при его жизни — колесцовый замок для пистолета (заводившийся ключом). В начале колесцовый пистолет был мало распространён, но уже к середине XVI века приобрёл популярность у дворян, особенно у кавалерии, что даже отразилось на конструкции лат, а именно: максимилиановские доспехи ради стрельбы из пистолетов стали делать с перчатками вместо рукавиц. Колесцовый замок для пистолета, изобретённый Леонардо да Винчи, был настолько совершенен, что продолжал встречаться и в XIX веке.
Леонардо да Винчи интересовали проблемы полёта. В Милане он делал много рисунков и изучал летательный механизм птиц разных пород и летучих мышей (см. «Кодекс о полёте птиц»). Кроме наблюдений, он проводил и опыты, но они все были неудачными. Леонардо очень хотел построить летательный аппарат. Он говорил: «Кто знает всё, тот может всё. Только бы узнать — и крылья будут!»
Сначала Леонардо разрабатывал проблему полёта при помощи крыльев, приводимых в движение мышечной силой человека: идея простейшего аппарата Дедала и Икара. Но затем он дошёл до мысли о постройке такого аппарата, к которому человек не должен быть прикреплён, а должен сохранять полную свободу, чтобы управлять им; приводить же себя в движение аппарат должен своей собственной силой. Это в сущности идея аэроплана.
Леонардо да Винчи работал над аппаратом вертикального взлёта и посадки. На вертикальном «ornitottero» Леонардо планировал разместить систему втяжных лестниц. Примером ему послужила природа: «посмотри на каменного стрижа, который сел на землю и не может взлететь из-за своих коротких ног; а когда он в полёте, вытащи лестницу, как показано на втором изображении сверху… так надо взлетать с плоскости; эти лестницы служат ногами…». Что касается приземления, он писал: «Эти крючки (вогнутые клинья), которые прикреплены к основанию лестниц, служат тем же целям, что и кончики пальцев ног человека, который на них прыгает, и всё его тело не сотрясается при этом, как если бы он прыгал на каблуках».
Леонардо да Винчи предложил первую схему зрительной трубы (телескопа) с двумя линзами (известная сейчас как зрительная труба системы Кеплера). В рукописи «Атлантического кодекса», лист 190а, есть запись: «Сделай очковые стекла (ochiali) для глаз, чтобы видеть Луну большой» (Leonardo da Vinci. «LIL Codice Atlantico…», I Tavole, С. А. 190а),
Леонардо да Винчи, возможно, впервые сформулировал простейшую форму закона сохранения массы для движения жидкостей, описывая течение реки, однако, из-за невнятности формулировки и сомнений в подлинности, это утверждение подвергается критике.
Многие авторитетные историки науки, например П. Дюэм, К. Трусделл, Г. К. Михайлов, подвергают сомнению оригинальность ряда механических результатов да Винчи.

### Анатомия и теория пропорций

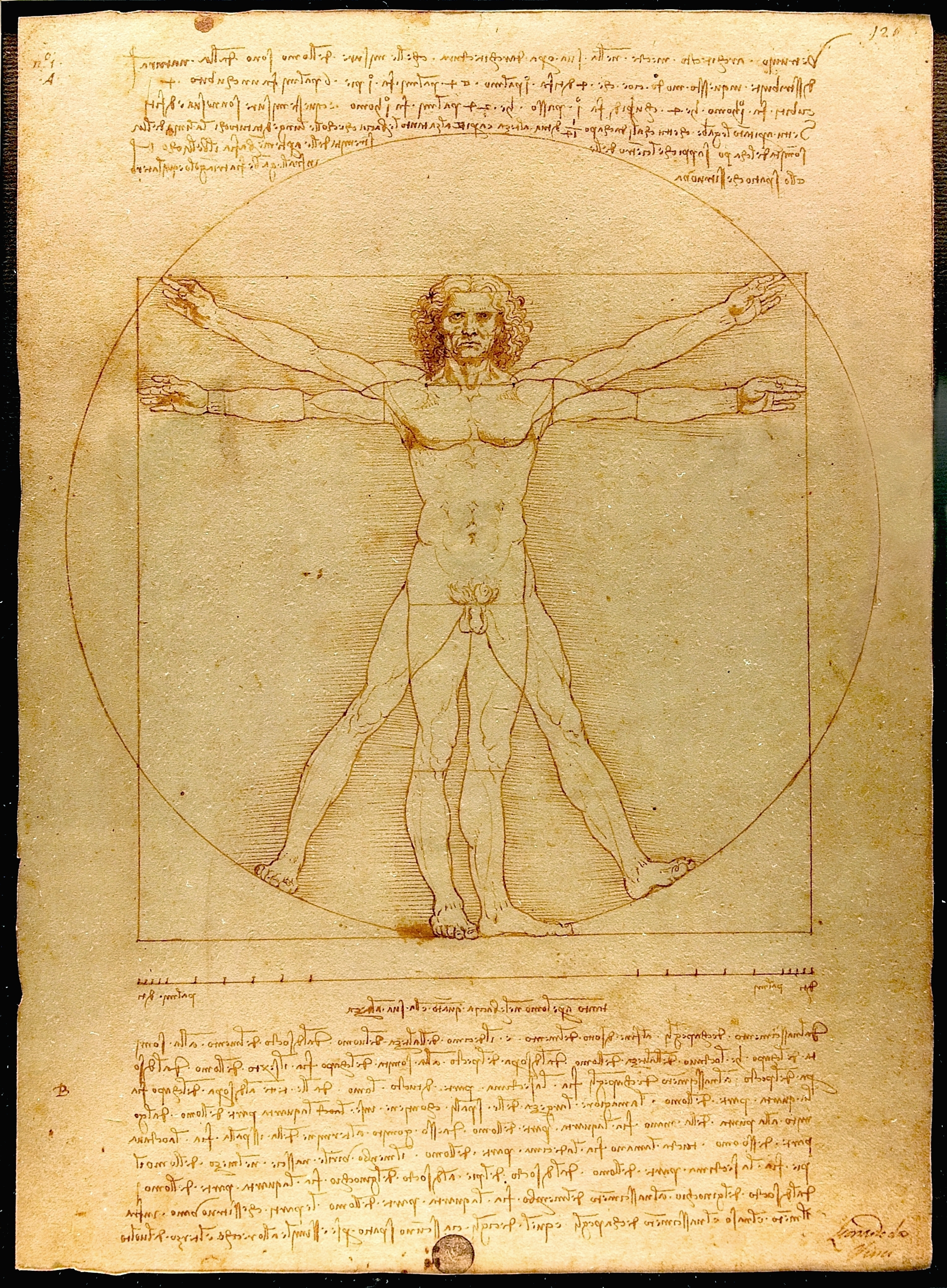
Витрувианский человек Леонардо да Винчи. 1492. Пергамент, перо, сепия. Галерея Академии, Венеция

В течение своей жизни Леонардо да Винчи сделал тысячи заметок и рисунков, посвящённых анатомии, однако не публиковал свои работы. Делая вскрытие тел людей и животных, он точно передавал строение скелета и внутренних органов, включая мелкие детали. Анатомические рисунки Леонардо, сделанные, как правило пером и тушью, — одновременно шедевры искусства рисунка и науки. Они невероятно точны и пластически выразительны. По мнению профессора клинической анатомии Питера Абрамса, научная работа да Винчи обогнала своё время на три сотни лет и во многом превосходила знаменитую «Анатомию Грея» (классический учебник XIX века).
Важной областью творческого мышления Леонардо учёного и художника была теория пропорций. С 1496 года в Милане Леонардо и математик Лука Пачоли совместно разрабатывали такую теорию. Предварительные результаты были ими изложены в трактате «О божественной пропорции» (итал. De Divina Proportione. Основной текст и математические выкладки, а также издание книги, осуществил Л. Пачоли. Сохранилось две рукописи этого трактата — одна в Публичной библиотеке в Женеве, вторая — в Амброзианской библиотеке в Милане. Леонардо выполнил иллюстрации, в том числе, возможно, рисунок, известный под названием «Витрувианский человек». Трактат был завершён 14 декабря 1498 года. По рисункам Леонардо были сделаны гравюры на дереве. Трактат издан в Венеции в 1509 году.
Книга Пачоли «Сумма арифметики, геометрии, отношений и пропорций» (итал. Summa de arithmetica, geometria, proportioni et proportionalità) была напечатана в Венеции в 1494 году.
В эпоху Возрождения гармоничные пропорции фигуры человека, здания, статуи рассматривали как непременное условие создания произведения искусства — отражения предустановленной Божественной красоты. Поэтому соответствующую теорию, что характерно для исторических периодов доминирования рационального мышления, разрабатывали многие художники эпохи Возрождения: Лоренцо Гиберти, Леон Баттиста Альберти, Альбрехт Дюрер, позднее И. Д. Прейслер.
Ренессансные учёные-гуманисты по-новому прочли Витрувия, а затем через арабские переводы — сочинения Аристотеля и Платона. В результате древнегреческая «соразмерность» (symmetria) обрела метафизический смысл. Согласно трактату Витрувия, голова идеальной фигуры человека должна составлять 1/8 его роста. Но метафизическое, даже религиозное, толкование прекрасного весьма неустойчивым образом соединялось с рациональными приемами пропорционирования. Основная идея, которая волновала рационально мыслящих художников, заключалась в том, каким образом согласовать прекрасные пропорции природного объекта, поддающиеся математическому анализу, с пропорциями изображения этого объекта на плоскости бумаги, холста или в массиве мраморного блока. Именно эта двойственность объясняет путаность многих рассуждений Леонардо да Винчи на эту тему.
Художникам требовался не абсолютный канон красоты, а система относительных пропорций, которая позволяла бы сохранять гармоничные отношения частей, увеличивая или уменьшая композицию в требуемом масштабе. Тогда-то, возможно, впервые, была осознана главная идея искусства пропорционирования: не вычислять, а создавать впечатление гармонии, когда большое кажется не столь огромным, а малое — не таким малым. Другими словами, пропорционирование было поставлено в зависимость не только от конструкции и абсолютных размеров объекта, но и от масштаба — зрительной оценки величины. Масштабное или, что то же самое, пространственное, понимание пропорций не было известно ни древним эллинам, ни средневековым мастерам. Однако примечательно, что в эпоху Возрождения наиболее консервативным мыслителем оказался гениально одарённый Леонардо да Винчи. Он настойчиво продолжал искать гармонию пропорций исключительно в природе, то есть в конструкции природного объекта, например в анатомическом строении тела человека, расширяя сферу наблюдений и пытаясь вывести некие усреднённые, идеальные данные. Отчасти этим можно объяснить тот факт, что Леонардо не удалось обобщить собранные им сведения в единую систему. Подобная задача попросту не имеет решения, даже с учётом «оптических поправок».

### Изобретения
Список изобретений, как реальных, так и приписываемых Леонардо да Винчи:

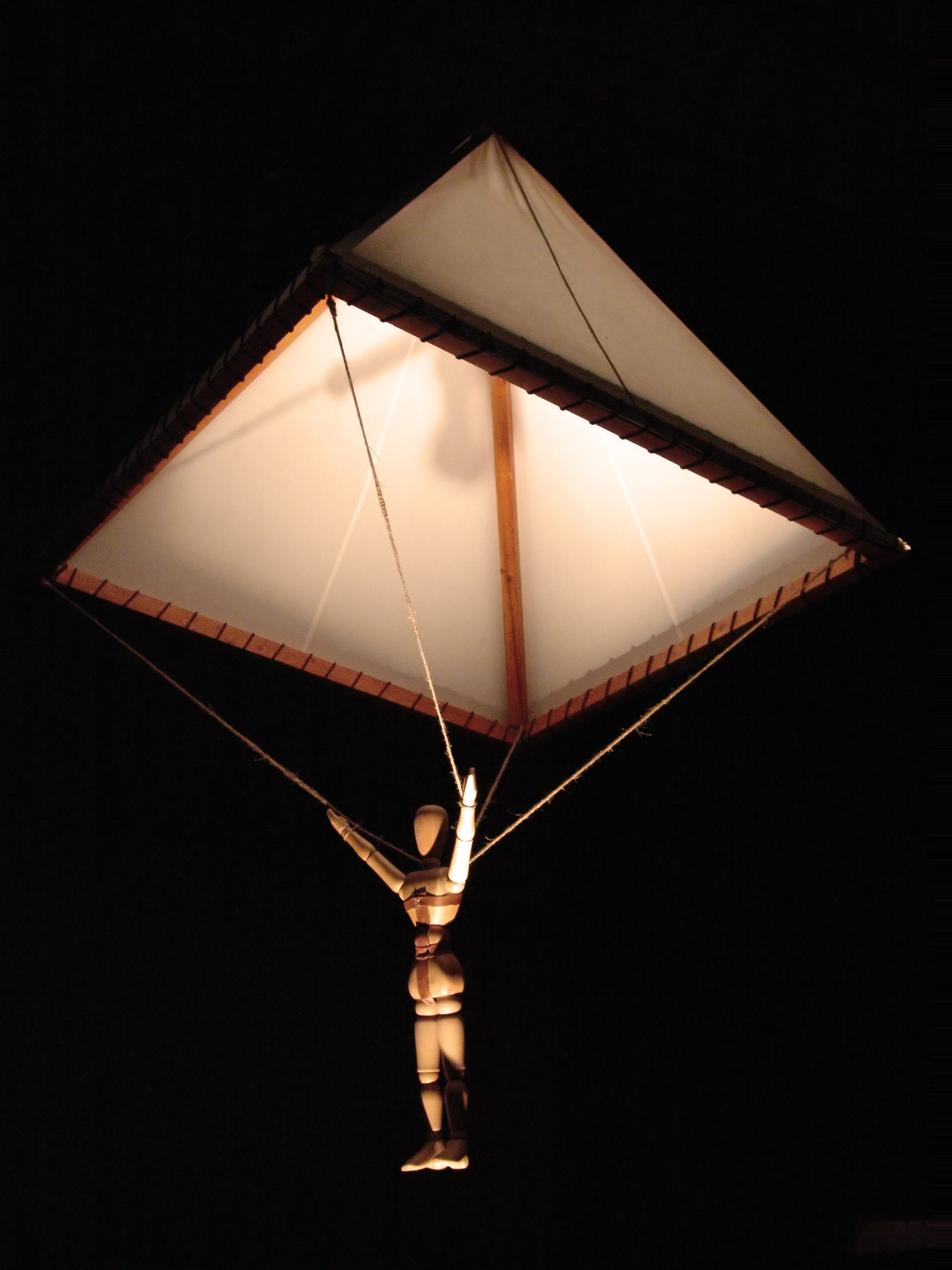
Парашют
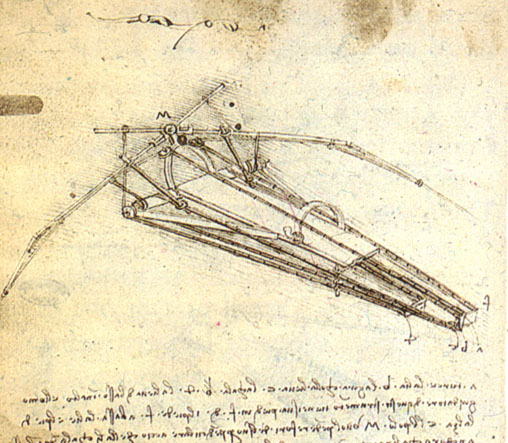
Чертёж летательной машины
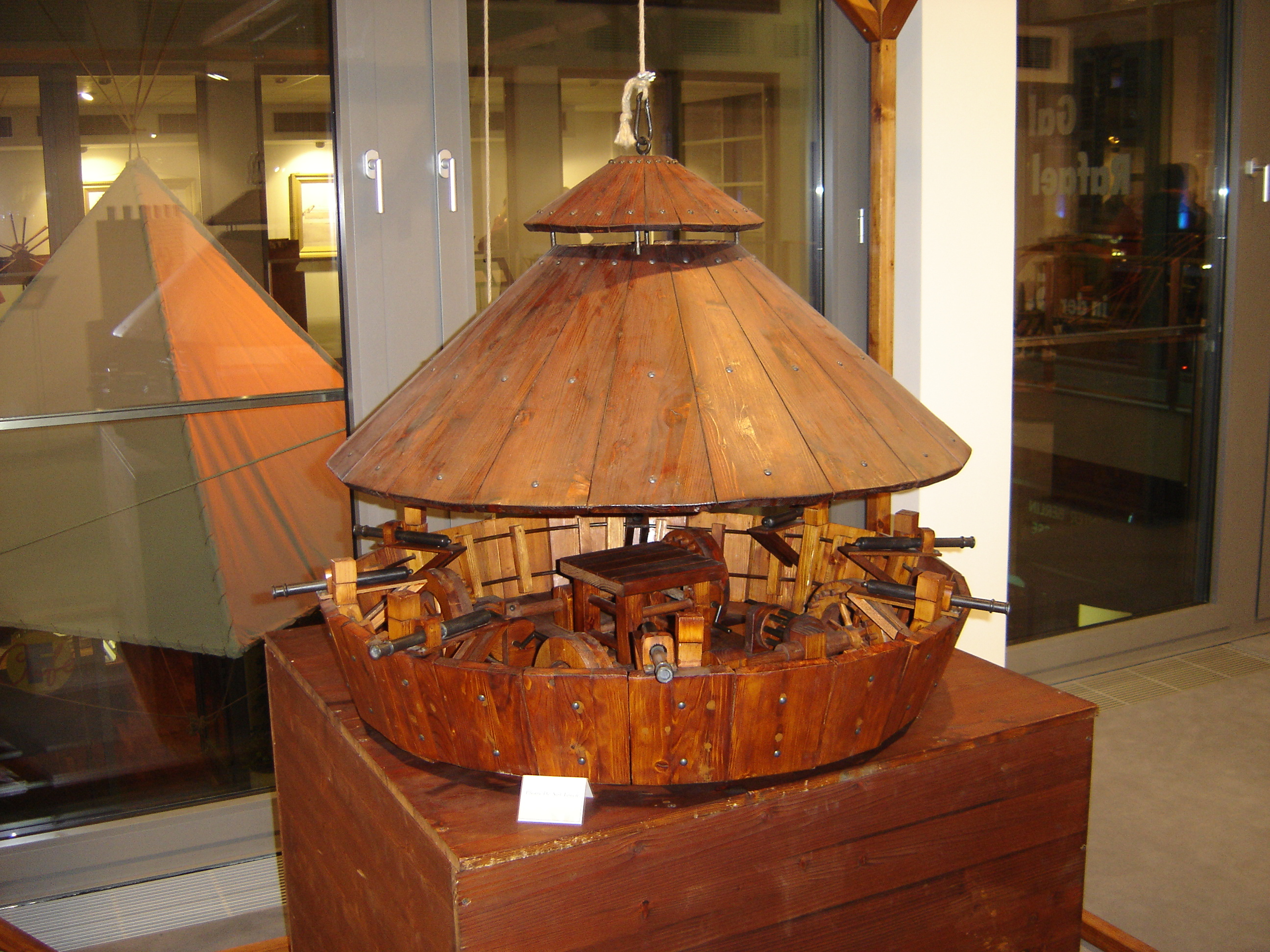
Военная машина
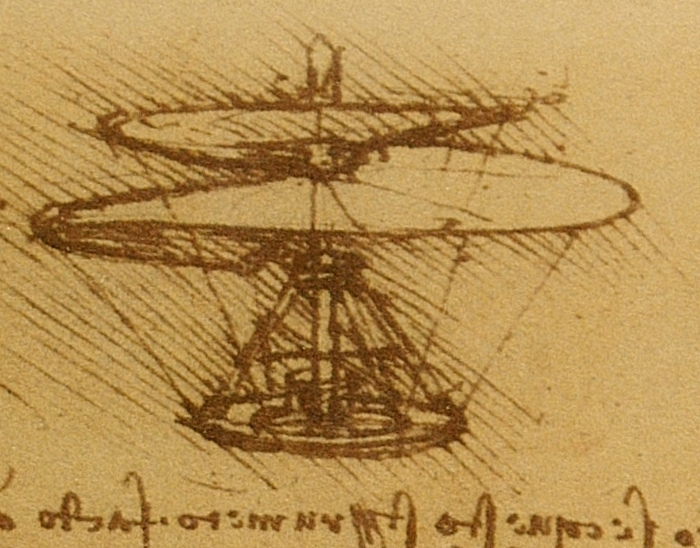
Летательный аппарат
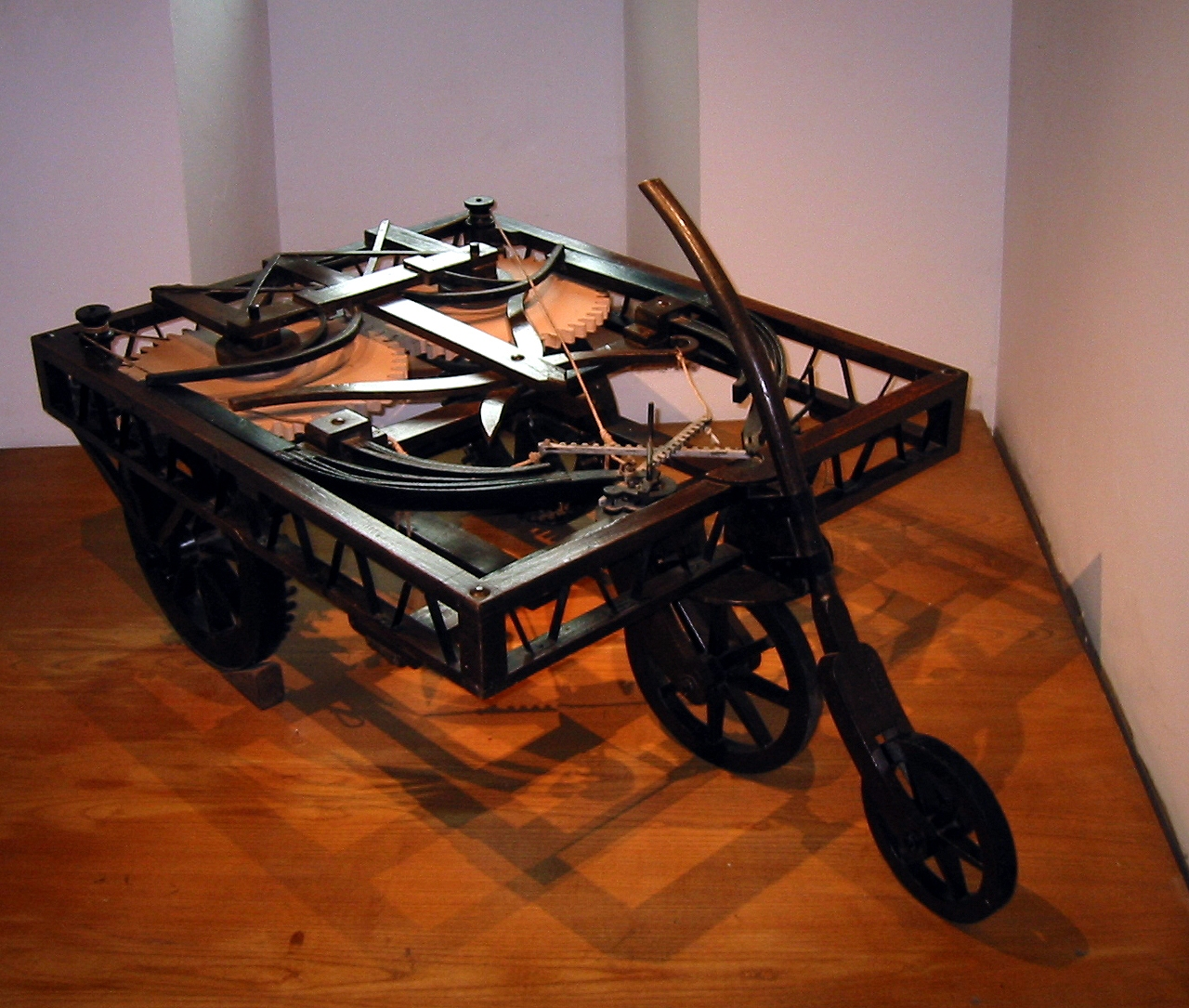
Автомобиль
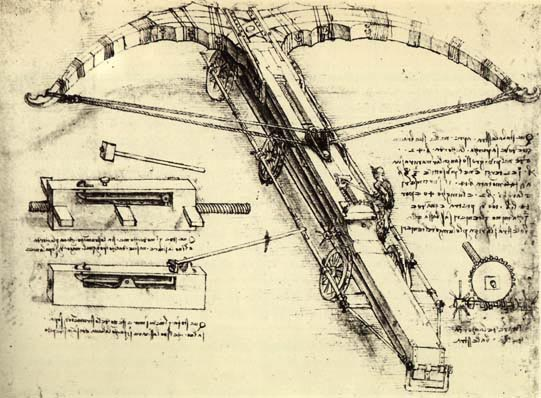
Арбалет
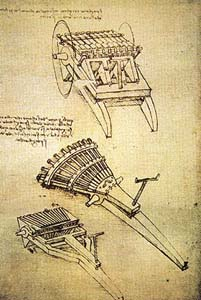
Скорострельное оружие
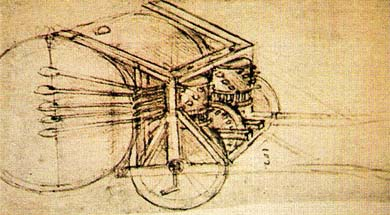
Военный барабан

- Колесцовый замок
- Велосипед
- Танк (Танк Леонардо)
- Лёгкие переносные мосты для армии
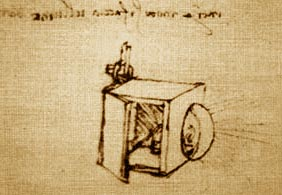
Прожектор
- Катапульта
- Робот (Робот Леонардо)
- Двухлинзовый телескоп

- Парашют
- Чертёж летательной машины
- Военная машина
- Летательный аппарат
- Автомобиль
- Арбалет
- Скорострельное оружие
- Военный барабан
- Прожектор

### Мыслитель
Творец «Тайной вечери» и «Джоконды» проявил себя и как мыслитель, рано осознав необходимость теоретического обоснования художнической практики: «Те, которые отдаются практике без знания, похожи на моряка, отправляющегося в дорогу без руля и компаса… практика всегда должна быть основана на хорошем знании теории».
Требуя от художника углублённого изучения изображаемых предметов, Леонардо да Винчи заносил все свои наблюдения в записную книжку, которую постоянно носил при себе. Рисунки, чертежи и эскизы сопровождаются здесь краткими заметками по вопросам перспективы, архитектуры, музыки, естествознания, военно-инженерного дела и тому подобное; всё это пересыпано разнообразными изречениями, философскими рассуждениями, аллегориями, анекдотами, баснями. В совокупности записи этих 120 книжек представляют материалы для обширнейшей энциклопедии. Однако он не стремился к публикации своих мыслей и даже прибегал к тайнописи, полная расшифровка его записей не выполнена до сих пор.
Признавая единственным критерием истины опыт и противопоставляя метод наблюдения и индукции отвлечённому умозрению, Леонардо да Винчи не только на словах, а на деле наносит смертельный удар средневековой схоластике с её пристрастием к абстрактным логическим формулам и дедукции. Для Леонардо да Винчи хорошо говорить — значит правильно думать, то есть мыслить независимо, как древние, не признававшие никаких авторитетов. Так Леонардо да Винчи приходит к отрицанию не только схоластики, этого отзвука феодально-средневековой культуры, но и гуманизма, продукта ещё неокрепшей буржуазной мысли, застывшей в суеверном преклонении перед авторитетом древних.
Отрицая книжную учёность, объявляя задачей науки (а также и искусства) познание вещей, Леонардо да Винчи предвосхищает нападки Монтеня на учёных буквоедов и открывает за сто лет до Галилея и Бэкона эпоху новой науки.

…Пусты и полны заблуждений те науки, которые не порождены опытом, отцом всякой достоверности, и не завершаются в наглядном опыте…

Ни одно человеческое исследование не может называться истинной наукой, если оно не прошло через математические доказательства. И если ты скажешь, что науки, начинающиеся и заканчивающиеся в мысли, обладают истиной, то в этом нельзя с тобой согласиться, …потому, что в таких чисто мысленных рассуждениях не участвует опыт, без которого нет никакой достоверности.

### Литературное наследие
Огромное литературное наследие Леонардо да Винчи дошло до наших дней в хаотическом виде, в написанных левой рукой рукописях. Хотя Леонардо да Винчи не напечатал из них ни строчки, однако в своих записях он постоянно обращался к воображаемому читателю и все последние годы жизни не оставлял мысли об издании своих трудов.
Уже после смерти Леонардо да Винчи его друг и ученик Франческо Мельци выбрал из них отрывки, относящиеся к живописи, из которых был впоследствии скомпонован «Трактат о живописи» (Trattato della pittura, 1-е изд., 1651). В полном же виде рукописное наследие Леонардо да Винчи было опубликовано только в XIX—XX веках. Помимо громадного научного и исторического значения оно имеет также художественную ценность благодаря сжатому, энергичному слогу и необычайно чистому языку. Живя в эпоху расцвета гуманизма, когда итальянский язык считался второстепенным по сравнению с латынью, Леонардо да Винчи восхищал современников красотой и выразительностью своей речи (по преданию, он был хорошим импровизатором), но не считал себя литератором и писал, как говорил; его проза поэтому — образец разговорного языка интеллигенции XV века, и это уберегло её в целом от искусственности и велеречивости, присущей прозе гуманистов, хотя в некоторых пассажах дидактических писаний Леонардо да Винчи мы находим отзвуки пафоса гуманистического стиля.
Даже в наименее «поэтических» по замыслу фрагментах слог Леонардо да Винчи отличается яркой образностью; так, его «Трактат о живописи» оснащён великолепными описаниями (например, знаменитое описание потопа), поражающими мастерством словесной передачи живописных и пластических образов. Наряду с описаниями, в которых чувствуется манера художника-живописца, Леонардо да Винчи даёт в своих рукописях множество образцов повествовательной прозы: басни, фацеции (шутливые рассказы), афоризмы, аллегории, пророчества. В баснях и фацециях Леонардо стоит на уровне прозаиков XIV века с их простодушной практической моралью; а некоторые его фацеции неотличимы от новелл Сакетти.
|   | a | b | c | d | e | f | g | h |   |
| - | --- | --- | --- | --- | --- | --- | --- | --- | - |
| 8 | h8 чёрный ферзь · a7 белый король · d6 белый ферзь · a5 белая пешка · b5 чёрная пешка · h5 чёрная ладья · d4 белый конь · e4 чёрный король · h4 чёрный слон · b3 чёрная пешка · h3 чёрный конь · a2 чёрный слон · b2 белая пешка · c2 белая ладья · f2 белая ладья · b1 белый конь · d1 белый слон · f1 чёрная ладья · g1 чёрный конь | h8 чёрный ферзь · a7 белый король · d6 белый ферзь · a5 белая пешка · b5 чёрная пешка · h5 чёрная ладья · d4 белый конь · e4 чёрный король · h4 чёрный слон · b3 чёрная пешка · h3 чёрный конь · a2 чёрный слон · b2 белая пешка · c2 белая ладья · f2 белая ладья · b1 белый конь · d1 белый слон · f1 чёрная ладья · g1 чёрный конь | h8 чёрный ферзь · a7 белый король · d6 белый ферзь · a5 белая пешка · b5 чёрная пешка · h5 чёрная ладья · d4 белый конь · e4 чёрный король · h4 чёрный слон · b3 чёрная пешка · h3 чёрный конь · a2 чёрный слон · b2 белая пешка · c2 белая ладья · f2 белая ладья · b1 белый конь · d1 белый слон · f1 чёрная ладья · g1 чёрный конь | h8 чёрный ферзь · a7 белый король · d6 белый ферзь · a5 белая пешка · b5 чёрная пешка · h5 чёрная ладья · d4 белый конь · e4 чёрный король · h4 чёрный слон · b3 чёрная пешка · h3 чёрный конь · a2 чёрный слон · b2 белая пешка · c2 белая ладья · f2 белая ладья · b1 белый конь · d1 белый слон · f1 чёрная ладья · g1 чёрный конь | h8 чёрный ферзь · a7 белый король · d6 белый ферзь · a5 белая пешка · b5 чёрная пешка · h5 чёрная ладья · d4 белый конь · e4 чёрный король · h4 чёрный слон · b3 чёрная пешка · h3 чёрный конь · a2 чёрный слон · b2 белая пешка · c2 белая ладья · f2 белая ладья · b1 белый конь · d1 белый слон · f1 чёрная ладья · g1 чёрный конь | h8 чёрный ферзь · a7 белый король · d6 белый ферзь · a5 белая пешка · b5 чёрная пешка · h5 чёрная ладья · d4 белый конь · e4 чёрный король · h4 чёрный слон · b3 чёрная пешка · h3 чёрный конь · a2 чёрный слон · b2 белая пешка · c2 белая ладья · f2 белая ладья · b1 белый конь · d1 белый слон · f1 чёрная ладья · g1 чёрный конь | h8 чёрный ферзь · a7 белый король · d6 белый ферзь · a5 белая пешка · b5 чёрная пешка · h5 чёрная ладья · d4 белый конь · e4 чёрный король · h4 чёрный слон · b3 чёрная пешка · h3 чёрный конь · a2 чёрный слон · b2 белая пешка · c2 белая ладья · f2 белая ладья · b1 белый конь · d1 белый слон · f1 чёрная ладья · g1 чёрный конь | h8 чёрный ферзь · a7 белый король · d6 белый ферзь · a5 белая пешка · b5 чёрная пешка · h5 чёрная ладья · d4 белый конь · e4 чёрный король · h4 чёрный слон · b3 чёрная пешка · h3 чёрный конь · a2 чёрный слон · b2 белая пешка · c2 белая ладья · f2 белая ладья · b1 белый конь · d1 белый слон · f1 чёрная ладья · g1 чёрный конь | 8 |
| 7 | h8 чёрный ферзь · a7 белый король · d6 белый ферзь · a5 белая пешка · b5 чёрная пешка · h5 чёрная ладья · d4 белый конь · e4 чёрный король · h4 чёрный слон · b3 чёрная пешка · h3 чёрный конь · a2 чёрный слон · b2 белая пешка · c2 белая ладья · f2 белая ладья · b1 белый конь · d1 белый слон · f1 чёрная ладья · g1 чёрный конь | h8 чёрный ферзь · a7 белый король · d6 белый ферзь · a5 белая пешка · b5 чёрная пешка · h5 чёрная ладья · d4 белый конь · e4 чёрный король · h4 чёрный слон · b3 чёрная пешка · h3 чёрный конь · a2 чёрный слон · b2 белая пешка · c2 белая ладья · f2 белая ладья · b1 белый конь · d1 белый слон · f1 чёрная ладья · g1 чёрный конь | h8 чёрный ферзь · a7 белый король · d6 белый ферзь · a5 белая пешка · b5 чёрная пешка · h5 чёрная ладья · d4 белый конь · e4 чёрный король · h4 чёрный слон · b3 чёрная пешка · h3 чёрный конь · a2 чёрный слон · b2 белая пешка · c2 белая ладья · f2 белая ладья · b1 белый конь · d1 белый слон · f1 чёрная ладья · g1 чёрный конь | h8 чёрный ферзь · a7 белый король · d6 белый ферзь · a5 белая пешка · b5 чёрная пешка · h5 чёрная ладья · d4 белый конь · e4 чёрный король · h4 чёрный слон · b3 чёрная пешка · h3 чёрный конь · a2 чёрный слон · b2 белая пешка · c2 белая ладья · f2 белая ладья · b1 белый конь · d1 белый слон · f1 чёрная ладья · g1 чёрный конь | h8 чёрный ферзь · a7 белый король · d6 белый ферзь · a5 белая пешка · b5 чёрная пешка · h5 чёрная ладья · d4 белый конь · e4 чёрный король · h4 чёрный слон · b3 чёрная пешка · h3 чёрный конь · a2 чёрный слон · b2 белая пешка · c2 белая ладья · f2 белая ладья · b1 белый конь · d1 белый слон · f1 чёрная ладья · g1 чёрный конь | h8 чёрный ферзь · a7 белый король · d6 белый ферзь · a5 белая пешка · b5 чёрная пешка · h5 чёрная ладья · d4 белый конь · e4 чёрный король · h4 чёрный слон · b3 чёрная пешка · h3 чёрный конь · a2 чёрный слон · b2 белая пешка · c2 белая ладья · f2 белая ладья · b1 белый конь · d1 белый слон · f1 чёрная ладья · g1 чёрный конь | h8 чёрный ферзь · a7 белый король · d6 белый ферзь · a5 белая пешка · b5 чёрная пешка · h5 чёрная ладья · d4 белый конь · e4 чёрный король · h4 чёрный слон · b3 чёрная пешка · h3 чёрный конь · a2 чёрный слон · b2 белая пешка · c2 белая ладья · f2 белая ладья · b1 белый конь · d1 белый слон · f1 чёрная ладья · g1 чёрный конь | h8 чёрный ферзь · a7 белый король · d6 белый ферзь · a5 белая пешка · b5 чёрная пешка · h5 чёрная ладья · d4 белый конь · e4 чёрный король · h4 чёрный слон · b3 чёрная пешка · h3 чёрный конь · a2 чёрный слон · b2 белая пешка · c2 белая ладья · f2 белая ладья · b1 белый конь · d1 белый слон · f1 чёрная ладья · g1 чёрный конь | 7 |
| 6 | h8 чёрный ферзь · a7 белый король · d6 белый ферзь · a5 белая пешка · b5 чёрная пешка · h5 чёрная ладья · d4 белый конь · e4 чёрный король · h4 чёрный слон · b3 чёрная пешка · h3 чёрный конь · a2 чёрный слон · b2 белая пешка · c2 белая ладья · f2 белая ладья · b1 белый конь · d1 белый слон · f1 чёрная ладья · g1 чёрный конь | h8 чёрный ферзь · a7 белый король · d6 белый ферзь · a5 белая пешка · b5 чёрная пешка · h5 чёрная ладья · d4 белый конь · e4 чёрный король · h4 чёрный слон · b3 чёрная пешка · h3 чёрный конь · a2 чёрный слон · b2 белая пешка · c2 белая ладья · f2 белая ладья · b1 белый конь · d1 белый слон · f1 чёрная ладья · g1 чёрный конь | h8 чёрный ферзь · a7 белый король · d6 белый ферзь · a5 белая пешка · b5 чёрная пешка · h5 чёрная ладья · d4 белый конь · e4 чёрный король · h4 чёрный слон · b3 чёрная пешка · h3 чёрный конь · a2 чёрный слон · b2 белая пешка · c2 белая ладья · f2 белая ладья · b1 белый конь · d1 белый слон · f1 чёрная ладья · g1 чёрный конь | h8 чёрный ферзь · a7 белый король · d6 белый ферзь · a5 белая пешка · b5 чёрная пешка · h5 чёрная ладья · d4 белый конь · e4 чёрный король · h4 чёрный слон · b3 чёрная пешка · h3 чёрный конь · a2 чёрный слон · b2 белая пешка · c2 белая ладья · f2 белая ладья · b1 белый конь · d1 белый слон · f1 чёрная ладья · g1 чёрный конь | h8 чёрный ферзь · a7 белый король · d6 белый ферзь · a5 белая пешка · b5 чёрная пешка · h5 чёрная ладья · d4 белый конь · e4 чёрный король · h4 чёрный слон · b3 чёрная пешка · h3 чёрный конь · a2 чёрный слон · b2 белая пешка · c2 белая ладья · f2 белая ладья · b1 белый конь · d1 белый слон · f1 чёрная ладья · g1 чёрный конь | h8 чёрный ферзь · a7 белый король · d6 белый ферзь · a5 белая пешка · b5 чёрная пешка · h5 чёрная ладья · d4 белый конь · e4 чёрный король · h4 чёрный слон · b3 чёрная пешка · h3 чёрный конь · a2 чёрный слон · b2 белая пешка · c2 белая ладья · f2 белая ладья · b1 белый конь · d1 белый слон · f1 чёрная ладья · g1 чёрный конь | h8 чёрный ферзь · a7 белый король · d6 белый ферзь · a5 белая пешка · b5 чёрная пешка · h5 чёрная ладья · d4 белый конь · e4 чёрный король · h4 чёрный слон · b3 чёрная пешка · h3 чёрный конь · a2 чёрный слон · b2 белая пешка · c2 белая ладья · f2 белая ладья · b1 белый конь · d1 белый слон · f1 чёрная ладья · g1 чёрный конь | h8 чёрный ферзь · a7 белый король · d6 белый ферзь · a5 белая пешка · b5 чёрная пешка · h5 чёрная ладья · d4 белый конь · e4 чёрный король · h4 чёрный слон · b3 чёрная пешка · h3 чёрный конь · a2 чёрный слон · b2 белая пешка · c2 белая ладья · f2 белая ладья · b1 белый конь · d1 белый слон · f1 чёрная ладья · g1 чёрный конь | 6 |
| 5 | h8 чёрный ферзь · a7 белый король · d6 белый ферзь · a5 белая пешка · b5 чёрная пешка · h5 чёрная ладья · d4 белый конь · e4 чёрный король · h4 чёрный слон · b3 чёрная пешка · h3 чёрный конь · a2 чёрный слон · b2 белая пешка · c2 белая ладья · f2 белая ладья · b1 белый конь · d1 белый слон · f1 чёрная ладья · g1 чёрный конь | h8 чёрный ферзь · a7 белый король · d6 белый ферзь · a5 белая пешка · b5 чёрная пешка · h5 чёрная ладья · d4 белый конь · e4 чёрный король · h4 чёрный слон · b3 чёрная пешка · h3 чёрный конь · a2 чёрный слон · b2 белая пешка · c2 белая ладья · f2 белая ладья · b1 белый конь · d1 белый слон · f1 чёрная ладья · g1 чёрный конь | h8 чёрный ферзь · a7 белый король · d6 белый ферзь · a5 белая пешка · b5 чёрная пешка · h5 чёрная ладья · d4 белый конь · e4 чёрный король · h4 чёрный слон · b3 чёрная пешка · h3 чёрный конь · a2 чёрный слон · b2 белая пешка · c2 белая ладья · f2 белая ладья · b1 белый конь · d1 белый слон · f1 чёрная ладья · g1 чёрный конь | h8 чёрный ферзь · a7 белый король · d6 белый ферзь · a5 белая пешка · b5 чёрная пешка · h5 чёрная ладья · d4 белый конь · e4 чёрный король · h4 чёрный слон · b3 чёрная пешка · h3 чёрный конь · a2 чёрный слон · b2 белая пешка · c2 белая ладья · f2 белая ладья · b1 белый конь · d1 белый слон · f1 чёрная ладья · g1 чёрный конь | h8 чёрный ферзь · a7 белый король · d6 белый ферзь · a5 белая пешка · b5 чёрная пешка · h5 чёрная ладья · d4 белый конь · e4 чёрный король · h4 чёрный слон · b3 чёрная пешка · h3 чёрный конь · a2 чёрный слон · b2 белая пешка · c2 белая ладья · f2 белая ладья · b1 белый конь · d1 белый слон · f1 чёрная ладья · g1 чёрный конь | h8 чёрный ферзь · a7 белый король · d6 белый ферзь · a5 белая пешка · b5 чёрная пешка · h5 чёрная ладья · d4 белый конь · e4 чёрный король · h4 чёрный слон · b3 чёрная пешка · h3 чёрный конь · a2 чёрный слон · b2 белая пешка · c2 белая ладья · f2 белая ладья · b1 белый конь · d1 белый слон · f1 чёрная ладья · g1 чёрный конь | h8 чёрный ферзь · a7 белый король · d6 белый ферзь · a5 белая пешка · b5 чёрная пешка · h5 чёрная ладья · d4 белый конь · e4 чёрный король · h4 чёрный слон · b3 чёрная пешка · h3 чёрный конь · a2 чёрный слон · b2 белая пешка · c2 белая ладья · f2 белая ладья · b1 белый конь · d1 белый слон · f1 чёрная ладья · g1 чёрный конь | h8 чёрный ферзь · a7 белый король · d6 белый ферзь · a5 белая пешка · b5 чёрная пешка · h5 чёрная ладья · d4 белый конь · e4 чёрный король · h4 чёрный слон · b3 чёрная пешка · h3 чёрный конь · a2 чёрный слон · b2 белая пешка · c2 белая ладья · f2 белая ладья · b1 белый конь · d1 белый слон · f1 чёрная ладья · g1 чёрный конь | 5 |
| 4 | h8 чёрный ферзь · a7 белый король · d6 белый ферзь · a5 белая пешка · b5 чёрная пешка · h5 чёрная ладья · d4 белый конь · e4 чёрный король · h4 чёрный слон · b3 чёрная пешка · h3 чёрный конь · a2 чёрный слон · b2 белая пешка · c2 белая ладья · f2 белая ладья · b1 белый конь · d1 белый слон · f1 чёрная ладья · g1 чёрный конь | h8 чёрный ферзь · a7 белый король · d6 белый ферзь · a5 белая пешка · b5 чёрная пешка · h5 чёрная ладья · d4 белый конь · e4 чёрный король · h4 чёрный слон · b3 чёрная пешка · h3 чёрный конь · a2 чёрный слон · b2 белая пешка · c2 белая ладья · f2 белая ладья · b1 белый конь · d1 белый слон · f1 чёрная ладья · g1 чёрный конь | h8 чёрный ферзь · a7 белый король · d6 белый ферзь · a5 белая пешка · b5 чёрная пешка · h5 чёрная ладья · d4 белый конь · e4 чёрный король · h4 чёрный слон · b3 чёрная пешка · h3 чёрный конь · a2 чёрный слон · b2 белая пешка · c2 белая ладья · f2 белая ладья · b1 белый конь · d1 белый слон · f1 чёрная ладья · g1 чёрный конь | h8 чёрный ферзь · a7 белый король · d6 белый ферзь · a5 белая пешка · b5 чёрная пешка · h5 чёрная ладья · d4 белый конь · e4 чёрный король · h4 чёрный слон · b3 чёрная пешка · h3 чёрный конь · a2 чёрный слон · b2 белая пешка · c2 белая ладья · f2 белая ладья · b1 белый конь · d1 белый слон · f1 чёрная ладья · g1 чёрный конь | h8 чёрный ферзь · a7 белый король · d6 белый ферзь · a5 белая пешка · b5 чёрная пешка · h5 чёрная ладья · d4 белый конь · e4 чёрный король · h4 чёрный слон · b3 чёрная пешка · h3 чёрный конь · a2 чёрный слон · b2 белая пешка · c2 белая ладья · f2 белая ладья · b1 белый конь · d1 белый слон · f1 чёрная ладья · g1 чёрный конь | h8 чёрный ферзь · a7 белый король · d6 белый ферзь · a5 белая пешка · b5 чёрная пешка · h5 чёрная ладья · d4 белый конь · e4 чёрный король · h4 чёрный слон · b3 чёрная пешка · h3 чёрный конь · a2 чёрный слон · b2 белая пешка · c2 белая ладья · f2 белая ладья · b1 белый конь · d1 белый слон · f1 чёрная ладья · g1 чёрный конь | h8 чёрный ферзь · a7 белый король · d6 белый ферзь · a5 белая пешка · b5 чёрная пешка · h5 чёрная ладья · d4 белый конь · e4 чёрный король · h4 чёрный слон · b3 чёрная пешка · h3 чёрный конь · a2 чёрный слон · b2 белая пешка · c2 белая ладья · f2 белая ладья · b1 белый конь · d1 белый слон · f1 чёрная ладья · g1 чёрный конь | h8 чёрный ферзь · a7 белый король · d6 белый ферзь · a5 белая пешка · b5 чёрная пешка · h5 чёрная ладья · d4 белый конь · e4 чёрный король · h4 чёрный слон · b3 чёрная пешка · h3 чёрный конь · a2 чёрный слон · b2 белая пешка · c2 белая ладья · f2 белая ладья · b1 белый конь · d1 белый слон · f1 чёрная ладья · g1 чёрный конь | 4 |
| 3 | h8 чёрный ферзь · a7 белый король · d6 белый ферзь · a5 белая пешка · b5 чёрная пешка · h5 чёрная ладья · d4 белый конь · e4 чёрный король · h4 чёрный слон · b3 чёрная пешка · h3 чёрный конь · a2 чёрный слон · b2 белая пешка · c2 белая ладья · f2 белая ладья · b1 белый конь · d1 белый слон · f1 чёрная ладья · g1 чёрный конь | h8 чёрный ферзь · a7 белый король · d6 белый ферзь · a5 белая пешка · b5 чёрная пешка · h5 чёрная ладья · d4 белый конь · e4 чёрный король · h4 чёрный слон · b3 чёрная пешка · h3 чёрный конь · a2 чёрный слон · b2 белая пешка · c2 белая ладья · f2 белая ладья · b1 белый конь · d1 белый слон · f1 чёрная ладья · g1 чёрный конь | h8 чёрный ферзь · a7 белый король · d6 белый ферзь · a5 белая пешка · b5 чёрная пешка · h5 чёрная ладья · d4 белый конь · e4 чёрный король · h4 чёрный слон · b3 чёрная пешка · h3 чёрный конь · a2 чёрный слон · b2 белая пешка · c2 белая ладья · f2 белая ладья · b1 белый конь · d1 белый слон · f1 чёрная ладья · g1 чёрный конь | h8 чёрный ферзь · a7 белый король · d6 белый ферзь · a5 белая пешка · b5 чёрная пешка · h5 чёрная ладья · d4 белый конь · e4 чёрный король · h4 чёрный слон · b3 чёрная пешка · h3 чёрный конь · a2 чёрный слон · b2 белая пешка · c2 белая ладья · f2 белая ладья · b1 белый конь · d1 белый слон · f1 чёрная ладья · g1 чёрный конь | h8 чёрный ферзь · a7 белый король · d6 белый ферзь · a5 белая пешка · b5 чёрная пешка · h5 чёрная ладья · d4 белый конь · e4 чёрный король · h4 чёрный слон · b3 чёрная пешка · h3 чёрный конь · a2 чёрный слон · b2 белая пешка · c2 белая ладья · f2 белая ладья · b1 белый конь · d1 белый слон · f1 чёрная ладья · g1 чёрный конь | h8 чёрный ферзь · a7 белый король · d6 белый ферзь · a5 белая пешка · b5 чёрная пешка · h5 чёрная ладья · d4 белый конь · e4 чёрный король · h4 чёрный слон · b3 чёрная пешка · h3 чёрный конь · a2 чёрный слон · b2 белая пешка · c2 белая ладья · f2 белая ладья · b1 белый конь · d1 белый слон · f1 чёрная ладья · g1 чёрный конь | h8 чёрный ферзь · a7 белый король · d6 белый ферзь · a5 белая пешка · b5 чёрная пешка · h5 чёрная ладья · d4 белый конь · e4 чёрный король · h4 чёрный слон · b3 чёрная пешка · h3 чёрный конь · a2 чёрный слон · b2 белая пешка · c2 белая ладья · f2 белая ладья · b1 белый конь · d1 белый слон · f1 чёрная ладья · g1 чёрный конь | h8 чёрный ферзь · a7 белый король · d6 белый ферзь · a5 белая пешка · b5 чёрная пешка · h5 чёрная ладья · d4 белый конь · e4 чёрный король · h4 чёрный слон · b3 чёрная пешка · h3 чёрный конь · a2 чёрный слон · b2 белая пешка · c2 белая ладья · f2 белая ладья · b1 белый конь · d1 белый слон · f1 чёрная ладья · g1 чёрный конь | 3 |
| 2 | h8 чёрный ферзь · a7 белый король · d6 белый ферзь · a5 белая пешка · b5 чёрная пешка · h5 чёрная ладья · d4 белый конь · e4 чёрный король · h4 чёрный слон · b3 чёрная пешка · h3 чёрный конь · a2 чёрный слон · b2 белая пешка · c2 белая ладья · f2 белая ладья · b1 белый конь · d1 белый слон · f1 чёрная ладья · g1 чёрный конь | h8 чёрный ферзь · a7 белый король · d6 белый ферзь · a5 белая пешка · b5 чёрная пешка · h5 чёрная ладья · d4 белый конь · e4 чёрный король · h4 чёрный слон · b3 чёрная пешка · h3 чёрный конь · a2 чёрный слон · b2 белая пешка · c2 белая ладья · f2 белая ладья · b1 белый конь · d1 белый слон · f1 чёрная ладья · g1 чёрный конь | h8 чёрный ферзь · a7 белый король · d6 белый ферзь · a5 белая пешка · b5 чёрная пешка · h5 чёрная ладья · d4 белый конь · e4 чёрный король · h4 чёрный слон · b3 чёрная пешка · h3 чёрный конь · a2 чёрный слон · b2 белая пешка · c2 белая ладья · f2 белая ладья · b1 белый конь · d1 белый слон · f1 чёрная ладья · g1 чёрный конь | h8 чёрный ферзь · a7 белый король · d6 белый ферзь · a5 белая пешка · b5 чёрная пешка · h5 чёрная ладья · d4 белый конь · e4 чёрный король · h4 чёрный слон · b3 чёрная пешка · h3 чёрный конь · a2 чёрный слон · b2 белая пешка · c2 белая ладья · f2 белая ладья · b1 белый конь · d1 белый слон · f1 чёрная ладья · g1 чёрный конь | h8 чёрный ферзь · a7 белый король · d6 белый ферзь · a5 белая пешка · b5 чёрная пешка · h5 чёрная ладья · d4 белый конь · e4 чёрный король · h4 чёрный слон · b3 чёрная пешка · h3 чёрный конь · a2 чёрный слон · b2 белая пешка · c2 белая ладья · f2 белая ладья · b1 белый конь · d1 белый слон · f1 чёрная ладья · g1 чёрный конь | h8 чёрный ферзь · a7 белый король · d6 белый ферзь · a5 белая пешка · b5 чёрная пешка · h5 чёрная ладья · d4 белый конь · e4 чёрный король · h4 чёрный слон · b3 чёрная пешка · h3 чёрный конь · a2 чёрный слон · b2 белая пешка · c2 белая ладья · f2 белая ладья · b1 белый конь · d1 белый слон · f1 чёрная ладья · g1 чёрный конь | h8 чёрный ферзь · a7 белый король · d6 белый ферзь · a5 белая пешка · b5 чёрная пешка · h5 чёрная ладья · d4 белый конь · e4 чёрный король · h4 чёрный слон · b3 чёрная пешка · h3 чёрный конь · a2 чёрный слон · b2 белая пешка · c2 белая ладья · f2 белая ладья · b1 белый конь · d1 белый слон · f1 чёрная ладья · g1 чёрный конь | h8 чёрный ферзь · a7 белый король · d6 белый ферзь · a5 белая пешка · b5 чёрная пешка · h5 чёрная ладья · d4 белый конь · e4 чёрный король · h4 чёрный слон · b3 чёрная пешка · h3 чёрный конь · a2 чёрный слон · b2 белая пешка · c2 белая ладья · f2 белая ладья · b1 белый конь · d1 белый слон · f1 чёрная ладья · g1 чёрный конь | 2 |
| 1 | h8 чёрный ферзь · a7 белый король · d6 белый ферзь · a5 белая пешка · b5 чёрная пешка · h5 чёрная ладья · d4 белый конь · e4 чёрный король · h4 чёрный слон · b3 чёрная пешка · h3 чёрный конь · a2 чёрный слон · b2 белая пешка · c2 белая ладья · f2 белая ладья · b1 белый конь · d1 белый слон · f1 чёрная ладья · g1 чёрный конь | h8 чёрный ферзь · a7 белый король · d6 белый ферзь · a5 белая пешка · b5 чёрная пешка · h5 чёрная ладья · d4 белый конь · e4 чёрный король · h4 чёрный слон · b3 чёрная пешка · h3 чёрный конь · a2 чёрный слон · b2 белая пешка · c2 белая ладья · f2 белая ладья · b1 белый конь · d1 белый слон · f1 чёрная ладья · g1 чёрный конь | h8 чёрный ферзь · a7 белый король · d6 белый ферзь · a5 белая пешка · b5 чёрная пешка · h5 чёрная ладья · d4 белый конь · e4 чёрный король · h4 чёрный слон · b3 чёрная пешка · h3 чёрный конь · a2 чёрный слон · b2 белая пешка · c2 белая ладья · f2 белая ладья · b1 белый конь · d1 белый слон · f1 чёрная ладья · g1 чёрный конь | h8 чёрный ферзь · a7 белый король · d6 белый ферзь · a5 белая пешка · b5 чёрная пешка · h5 чёрная ладья · d4 белый конь · e4 чёрный король · h4 чёрный слон · b3 чёрная пешка · h3 чёрный конь · a2 чёрный слон · b2 белая пешка · c2 белая ладья · f2 белая ладья · b1 белый конь · d1 белый слон · f1 чёрная ладья · g1 чёрный конь | h8 чёрный ферзь · a7 белый король · d6 белый ферзь · a5 белая пешка · b5 чёрная пешка · h5 чёрная ладья · d4 белый конь · e4 чёрный король · h4 чёрный слон · b3 чёрная пешка · h3 чёрный конь · a2 чёрный слон · b2 белая пешка · c2 белая ладья · f2 белая ладья · b1 белый конь · d1 белый слон · f1 чёрная ладья · g1 чёрный конь | h8 чёрный ферзь · a7 белый король · d6 белый ферзь · a5 белая пешка · b5 чёрная пешка · h5 чёрная ладья · d4 белый конь · e4 чёрный король · h4 чёрный слон · b3 чёрная пешка · h3 чёрный конь · a2 чёрный слон · b2 белая пешка · c2 белая ладья · f2 белая ладья · b1 белый конь · d1 белый слон · f1 чёрная ладья · g1 чёрный конь | h8 чёрный ферзь · a7 белый король · d6 белый ферзь · a5 белая пешка · b5 чёрная пешка · h5 чёрная ладья · d4 белый конь · e4 чёрный король · h4 чёрный слон · b3 чёрная пешка · h3 чёрный конь · a2 чёрный слон · b2 белая пешка · c2 белая ладья · f2 белая ладья · b1 белый конь · d1 белый слон · f1 чёрная ладья · g1 чёрный конь | h8 чёрный ферзь · a7 белый король · d6 белый ферзь · a5 белая пешка · b5 чёрная пешка · h5 чёрная ладья · d4 белый конь · e4 чёрный король · h4 чёрный слон · b3 чёрная пешка · h3 чёрный конь · a2 чёрный слон · b2 белая пешка · c2 белая ладья · f2 белая ладья · b1 белый конь · d1 белый слон · f1 чёрная ладья · g1 чёрный конь | 1 |
|   | a | b | c | d | e | f | g | h |   |

Более фантастический характер имеют аллегории и пророчества: в первых Леонардо да Винчи использует приёмы средневековых энциклопедий и бестиариев; вторые носят характер шутливых загадок, отличающихся яркостью и меткостью фразеологии и проникнутых язвительной, почти вольтеровской иронией, направленной по адресу знаменитого проповедника Джироламо Савонаролы. Наконец, в афоризмах Леонардо да Винчи выражена в эпиграмматической форме его философия природы, его мысли о внутренней сущности вещей. Художественная литература имела для него чисто утилитарное, подсобное значение.
Особое место в наследии художника занимает трактат «Об игре в шахматы» (лат. «De Ludo Schacorum») — книга итальянского монаха-математика Луки Бартоломео Пачоли из монастыря Гроба Господня на латинском языке. Трактат известен также под названием «Отгоняющий скуку» (лат. «Schifanoia»). Часть иллюстраций к трактату атрибутируется Леонардо да Винчи, а некоторые исследователи утверждают, что им составлены и некоторые шахматные задачи из этого сборника.

#### Дневники
В настоящее время от дневников Леонардо уцелело около 7000 страниц, находящихся в разных коллекциях. Сначала бесценные заметки принадлежали любимому ученику мастера, Франческо Мельци, но когда тот умер, рукописи исчезли. Отдельные фрагменты начали «всплывать» на рубеже XVIII—XIX веков, немалое число рукописей Леонардо было впервые опубликовано хранителем Амброзианской библиотеки Карло Аморетти. Поначалу они не встретили должного интереса. Многочисленные владельцы даже не подозревали, какое сокровище попало к ним в руки. Но когда учёные установили авторство, выяснилось, что и амбарные книги, и искусствоведческие эссе, и анатомические зарисовки, и странные чертежи, и исследования по геологии, архитектуре, гидравлике, геометрии, боевым фортификациям, философии, оптике, технике рисунка — плод творчества одного человека.
Все записи в дневниках Леонардо сделаны в зеркальном изображении. Леонардо был амбидекстром — в одинаковой степени хорошо владел правой и левой руками; говорят даже, что он мог одновременно писать разные тексты разными руками. Однако большинство трудов он написал левой рукой справа налево. Многие думают, что таким образом он хотел сделать тайными свои исследования. Возможно, так оно и есть. По другой версии, зеркальный почерк был его индивидуальной особенностью (есть даже сведения, что ему было проще писать так, чем нормальным образом); существует даже понятие «почерка Леонардо».

## Ученики
Из мастерской Леонардо вышли его ученики — «леонардески»:
- Амброджо де Предис
- Джованни Больтраффио
- Франческо Мельци
- Андреа Соларио
- Джампетрино
- Бернардино Луини
- Чезаре да Сесто

Свой многолетний опыт воспитания молодых живописцев прославленный мастер обобщил в ряде практических рекомендаций. Ученик должен вначале овладеть перспективой, исследовать формы предметов, затем копировать рисунки мастера, рисовать с натуры, изучить произведения разных живописцев, и только после этого приниматься за собственное творение. «Научись прежде прилежанию, чем быстроте», — советует Леонардо. Мастер рекомендует развивать память и особенно фантазию, побуждая всматриваться в неясные контуры пламени и находить в них новые, удивительные формы. Леонардо призывает живописца исследовать природу, дабы не уподобиться зеркалу, которое отражает предметы, не обладая знанием о них. Учитель создал «рецепты» изображения лица, фигуры, одежды, животных, деревьев, неба, дождя. Помимо эстетических принципов великого мастера, его записки содержат мудрые житейские советы молодым художникам.

## После Леонардо

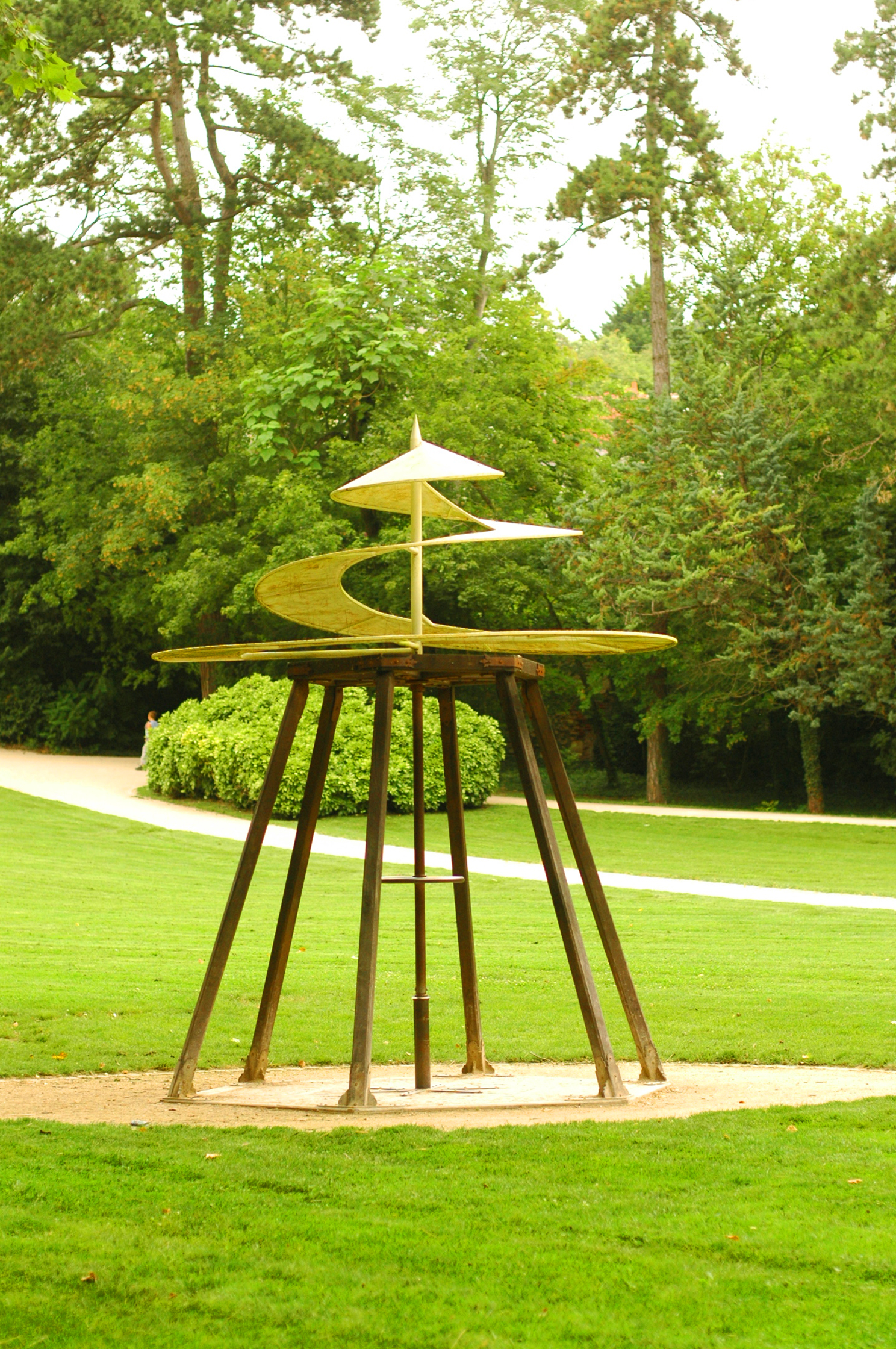
Вертолёт по проекту Леонардо в парке замка Кло-Люсе (музей Леонардо да Винчи)

В 1485 году, после страшной эпидемии чумы в Милане, Леонардо предложил властям проект идеального города с определёнными параметрами, планировкой и канализационной системой. Миланский герцог Лодовико Сфорца отклонил проект. 

В современной Норвегии находится действующий мост, созданный по проекту Леонардо да Винчи.

## Образ в современном массовом сознании
Леонардо представляет собой пример исторической личности, превращённой массовым сознанием в образ «мага от науки». Он был гениальным художником и непревзойдённым инженером-механиком, хотя и далеко не самым образованным человеком своего времени. Источником мифотворчества стали его записные книжки, где он зарисовывал и описывал как собственные технические идеи, так и то, что он обнаружил в трудах учёных-предшественников или дневниках путешественников, «подсмотрел» у других практиков (часто с собственными усовершенствованиями). Сейчас же он воспринимается многими как изобретатель «всего на свете». Рассматриваемый вне контекста других инженеров эпохи Возрождения, своих современников и предшественников, он выглядит в глазах публики как человек, в одиночку заложивший фундамент современного инженерного знания.
- Леонардо да Винчи — главный герой рассказа писательницы Кит Рид «Синьор да В.» (англ. Mr. da V.; 1962).
- В книгах фантаста Терри Пратчеттa существует персонаж по имени Леонард, прототипом которого стал Леонардо да Винчи. Пратчеттовский Леонард пишет справа налево, изобретает различные машины, занимается алхимией, пишет картины (самая известная — портрет Моны Ягг).
- Леонардо — второстепенный персонаж в играх Assassin's Creed 2 и Assassin’s Creed: Brotherhood, где является союзником и близким другом главного героя игры Эцио Аудиторе. Как и в жизни, показан талантливым художником, а также изобретателем, чьи изобретения неоднократно помогали Эцио[48].
- Леонардо — в честь да Винчи назван один из Черепашек-ниндзя.

## Память
- В 1906—1911 гг. в Москве действовало Общество имени Леонардо да Винчи, ставившее себе целью пропаганду и поддержку изобразительного искусства.
- В 1935 году Международный астрономический союз присвоил имя Леонардо да Винчи кратеру на видимой стороне Луны.
- В честь Леонардо да Винчи назван астероид (3000) Леонардо, открытый 2 марта 1981 года американским астрономом Шелте Басом[49].
- Леонардо да Винчи — итальянский линкор типа «Конте ди Кавур».
- Давинчиит[англ.] — минерал, впервые обнаруженный российскими геологами на горе Расвумчорр и названный ими в честь Леонардо да Винчи. Наименование утверждено Комиссией по новым минералам Международной минералогической ассоциации 2 июня 2011 года[50].
- В замке Кло-Люсе открыт музей в честь Леонардо да Винчи.
- В римском аэропорту, носящем имя Леонардо да Винчи, установлена исполинская, уходящая в небо статуя учёного с моделью вертолёта в руках. «Не оборачивается тот, кто устремлён к звезде», — писал Леонардо.
- «Леонардо» — постановка Московского драматического театра «Модерн» (Москва, Россия, 2022)[51]

### В литературе
- «Воскресшие боги. Леонардо да Винчи» — роман Дмитрия Мережковского 1900 года.
- Роман Карела Шульца «Камень и боль» (1943).

### В кинематографе
- «Жизнь Леонардо да Винчи» — телевизионный мини-сериал 1971 года.
- «Демоны Да Винчи» — американский телесериал 2013 года.
- «Леонардо. История гения» / Leonardo da Vinci — Il genio a Milano / Leonardo da Vinci. The Genius in Milan — документально-игровой фильм 2016 года, реж. Лука Лучини и Нико Маласпина; в роли Леонардо Да Винчи — Сандро Ломбарди.
- «Леонардо» — итальянский телевизионный сериал 2021 года.

### В филателии
- В феврале 2019 года к 500-летию со дня смерти Леонардо да Винчи Королевская почта Великобритании выпустила комплект из двенадцати марок с репродукциями его рисунков, большинство из которых хранятся в Королевском собрании — в их числе эскизы к «Тайной вечере», к проекту самой большой в мире конной статуи, анатомические зарисовки и наброски спящих кошек.

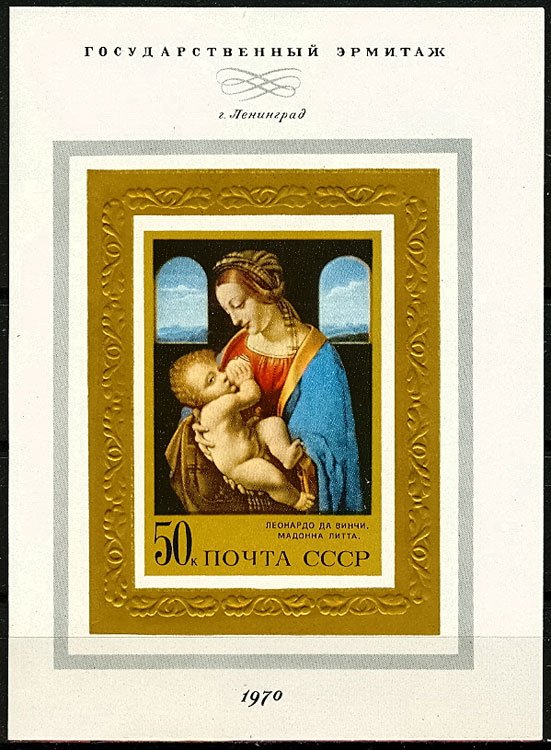
Марка СССР, 1970 г. № 3963: «Мадонна Литта» (Леонардо да Винчи). Серия: Зарубежная живопись в музеях СССР.
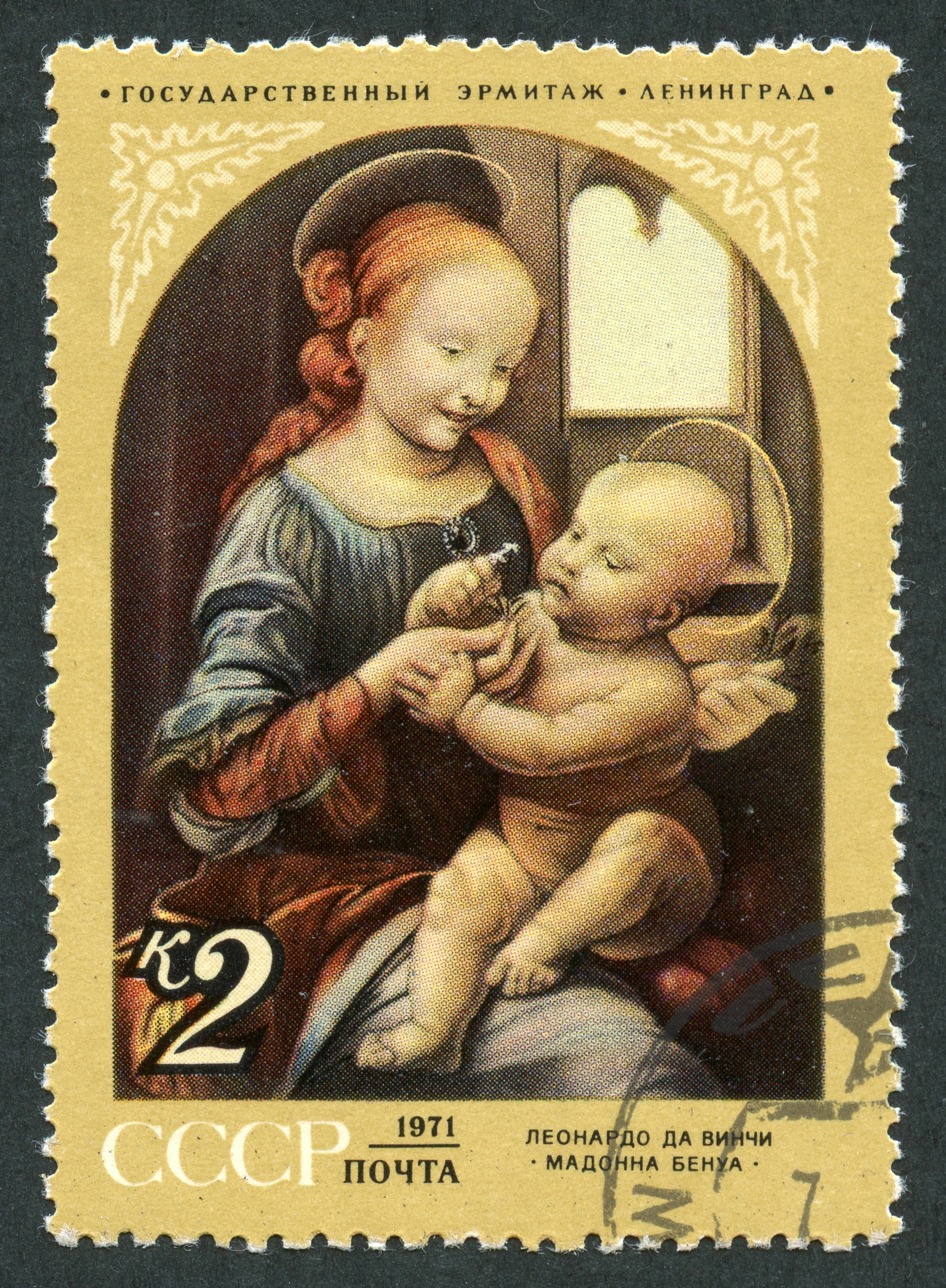
Марка СССР, 1971 г.ː «Мадонна Бенуа» (Леонардо да Винчи). Серияː Зарубежная живопись в музеях СССР.

## Издания сочинений
На русском языке
- Леонардо да Винчи. Избранные естественнонаучные произведения. — М. 1955
- Сказки и притчи Леонардо да Винчи Архивная копия от 27 мая 2017 на Wayback Machine
- Естественнонаучные сочинения и работы по эстетике. (1508).
- Леонардо да Винчи. «Огонь и котёл (рассказ)»

На др. языках
- I. Les manuscrits de Leonard de Vinci, de la Bibliothèque de l’Institut, 1881—1891.
- Il Codice di Leonardo da Vinci, nella Biblioteca del principe Trivulzio, Milano, 1891.
- I Manoscritti di Leonardo da Vinci. Codice sul volo degli uccelli e varie altre materie / pubblicato da Teodoro Sabachnikoff. — Parigi, 1893.
- Il Codice Atlantico di Leonardo da Vinci, nella Biblioteca Ambrosiana, Milano, 1894—1904.
- Leonardo da Vinci: Traité de la peinture, 1910.